# Đại hội đại biểu Đảng bộ trực thuộc Trung ương Đảng Cộng sản Việt Nam nhiệm kỳ 2020–2025
Đại hội đại biểu Đảng bộ trực thuộc Trung ương Đảng Cộng sản Việt Nam nhiệm kỳ 2020 -2025, là các đại hội Đảng bộ các tỉnh thành trực thuộc Trung ương Việt Nam và các đảng bộ khác trực thuộc Trung ương Đảng Cộng sản Việt Nam (tổng cộng 67 đảng bộ) tổ chức cuối năm 2020, trước kỳ Đại hội đại biểu toàn quốc của Đảng. Đại hội đại biểu Đảng bộ trực thuộc Trung ương sẽ đánh giá Nghị quyết Đảng bộ, nhiệm kỳ 2015- 2020,  xác định mục tiêu, nhiệm vụ, giải pháp nhiệm kỳ 2020 - 2025, bầu Ban Chấp hành Đảng bộ (tức Đảng ủy) khóa mới và cử các đại biểu đi dự Đại hội đại biểu Đảng toàn quốc.

## Đại hội đại biểu Đảng bộ các tỉnh, thành phố trực thuộc Trung ương
- An Giang: Hai ngày 24-25/9/2020, diễn ra Đại hội Đại biểu Đảng bộ tỉnh An Giang lần thứ XI, nhiệm kỳ 2020 - 2025. Ông Võ Văn Thưởng, Ủy viên Bộ Chính trị, Bí thư Trung ương Đảng, Trưởng Ban Tuyên giáo Trung ương dự và chỉ đạo Đại hội. Có 350 đại biểu chính thức, đại diện cho 64.934 đảng viên toàn Đảng bộ dự. Đánh giá nhiệm kỳ Tốc độ tăng trưởng GRDP giai đoạn 2015 - 2020 đạt 5,25%; quy mô nền kinh tế tăng khá - năm 2020 dự kiến đạt 89.362 tỷ đồng,  đứng thứ 5/13 tỉnh, thành phố vùng ĐBSCL. GRDP bình quân đầu người đến năm 2020 đạt 46,8 triệu đồng/người, tương đương 1.910 USD (tăng 16 triệu đồng so với năm 2015). Đại hội đã bầu Ban Ban Chấp hành khóa XI, nhiệm kỳ 2020-2025 gồm 48 ông /bà; bầu Ban Thường vụ Tỉnh ủy gồm 14 người; bầu Ủy ban Kiểm tra Tỉnh ủy gồm 9  người. Bà Võ Thị Ánh Xuân tái đắc cử Bí thư Tỉnh ủy, nhiệm kỳ 2020-2025. Đại hội bầu  Đoàn đại biểu dự Đại hội đại biểu toàn quốc lần thứ XIII của Đảng, gồm 18 đại biểu chính thức và 01 đại biểu dự khuyết. Tỉnh cũng đặt ra mục tiêu phấn đấu trong giai đoạn 2020 – 2025, tốc độ tăng trưởng GRDP bình quân năm năm đạt từ 6,5% - 7%. GRDP bình quân đầu người đến năm 2025 đạt từ 70,4 đến 72,2 triệu đồng/người/năm (tương đương 2.563 - 2.626 USD)[1].
- Bà Rịa – Vũng Tàu: 24 và 25-9/2020, Đảng bộ tỉnh Bà Rịa – Vũng Tàu tổ chức khai mạc Đại hội đại biểu lần thứ 7, nhiệm kỳ 2020 - 2025. Tham dự đại hội có 347 đại biểu, đại diện cho gần 43.000 đảng viên trong tỉnh. Ông Nguyễn Hòa Bình, Bí thư Trung ương Đảng, Chánh án TAND Tối cao thay mặt Bộ Chính trị, Ban Bí thư Trung ương Đảng về dự và trực tiếp chỉ đạo Đại hội.Báo cáo chính trị cho biết GRDP (trừ dầu khí) tăng bình quân 6,1%/năm (quy mô GRDP đứng thứ 3 cả nước); GRDP (trừ dầu khí) bình quân đầu người đạt 6.903 USD (cao gấp 2 lần mức bình quân chung cả nước). Nhiệm kỳ tới, tỉnh phấn đấu đạt tốc độ tăng trưởng 7,6%/năm. GRDP bình quân đầu người đến năm 2025 đạt 10.370 USD. Đại hội đã bầu Ban Chấp hành Đảng bộ tỉnh khóa VII, nhiệm kỳ 2020-2025 gồm 48 vị. Trong phiên họp thứ nhất, Ban Chấp hành Đảng bộ tỉnh khóa VII đã bầu 15 vị vào Ban Thường vụ Tỉnh ủy. Ông Phạm Viết Thanh, Ủy viên Trung ương Đảng, Bí thư Tỉnh ủy khóa VI tiếp tục được bầu giữ chức Bí thư Tỉnh ủy khóa VII[2].
- Bạc Liêu: Từ 15-17/10/2020 Đại hội Đại biểu Đảng bộ tỉnh Bạc Liêu lần thứ 16, nhiệm kỳ 2020-2025  với sự tham dự của 317 đại biểu chính thức đại diện cho gần 26.700 đảng viên trong toàn tỉnh. Chỉ đạo khai mạc Đại hội, bà Trương Thị Mai, Ủy viên Bộ Chính trị, Bí thư Trung ương Đảng, Trưởng Ban Dân vận Trung ương. Báo cáo chính trị cho biết tăng trưởng kinh tế duy trì ở mức bình quân đạt hơn 7%/năm, GRDP bình quân đầu người đạt 58,43 triệu đồng/năm (tăng hơn gấp 1,8 lần so với năm 2015). Đại hội đã bầu Ban Chấp hành Đảng bộ tỉnh khóa mới, gồm 47 người; Ban Thường vụ Tỉnh ủy, gồm 14 người. Đại hội đã bầu ông Lữ Văn Hùng tái đắc cử Bí thư Tỉnh ủy; Đại hội cũng đã bầu Đoàn đại biểu Đảng bộ tỉnh, gồm 15 đại biểu chính thức và hai đại biểu dự khuyết, đi dự Đại hội đại biểu toàn quốc lần thứ XIII của Đảng. Nghị quyết Đại hội đại biểu Đảng bộ tỉnh lần thứ XVI, nhiệm kỳ 2020 - 2025 với một số chỉ tiêu quan trọng như: Tốc độ tăng trưởng kinh tế (GRDP) bình quân giai đoạn 2020 - 2025 đạt 10 - 11%/năm. Quy mô kinh tế đến năm 2025 tăng từ 2 - 2,5 lần so với năm 2020. GRDP bình quân đầu người đến năm 2025 đạt 110 - 120 triệu đồng[3][4].
- Bắc Kạn: từ 27/10 đến 28/10/2020: Đại hội đại biểu lần thứ 12, có 345 đại biểu đại diện cho hơn 35 nghìn đảng viên của Đảng bộ tỉnh tham dự Đại hội. Ông Nguyễn Thiện Nhân, Ủy viên Bộ Chính trị, Trưởng đoàn đại biểu Quốc hội TP Hồ Chí Minh dự và phát biểu chỉ đạo. Báo cáo cho hay tốc độ tăng trưởng kinh tế của Bắc Kạn giai đoạn 2015-2020 đạt 5,3%/năm (dự thảo trước nêu 6,6%); GRDP đến năm 2020 ước đạt hơn hơn 12.800 tỷ đồng; GRDP bình quân đầu người năm 2020 đạt 40 triệu đồng/người. Đại hội xác định 19 mục tiêu cụ thể, như: tốc độ tăng trưởng kinh tế bình quân hằng năm đạt 6,5-7%; GRDP bình quân đầu người đến năm 2025 đạt hơn 62 triệu đồng. Bà Phương Thị Thanh, Phó Chủ tịch Thường trực HĐND tỉnh, Phó Trưởng đoàn đại biểu Quốc hội tỉnh làm Phó Bí thư Tỉnh ủy Bắc Kạn khóa 12, nhiệm kỳ 2020-2025[5].
- Bắc Giang: Từ 14-15/10/2020: Đảng bộ tỉnh Bắc Giang  Đại hội đại biểu lần thứ 19, nhiệm kỳ 2020 - 2025 có 350 đại biểu đại diện cho hơn 87 nghìn đảng viên toàn Đảng bộ. Ông Nguyễn Hòa Bình, Bí thư T.Ư Đảng, Chánh án Tòa án Nhân dân tối cao dự và phát biểu chỉ đạo Đại hội. Báo cáo chính trị cho biết Tốc độ tăng trưởng tổng sản phẩm (GRDP) bình quân trên địa bàn đạt 14%/năm, thuộc nhóm các tỉnh có tốc độ tăng trưởng dẫn đầu cả nước, vượt xa so với mục tiêu Đại hội (10 - 11%/năm). Quy mô GRDP năm 2020 ước đạt gần 123 nghìn tỷ đồng, gấp 2 lần năm 2015 (đứng thứ 16/63 tỉnh, thành). GRDP bình quân đầu người năm 2020 đạt 3.000 USD, bằng bình quân chung cả nước, đạt mục tiêu Đại hội, tăng 1.470 USD so với năm 2015. Ban chấp hành Đảng bộ tỉnh Bắc Giang khóa XIX, gồm 51 người. Ban chấp hành Đảng bộ tỉnh đã bầu Ban thường vụ Tỉnh ủy gồm 15 người. Ông Dương Văn Thái, phó bí thư Tỉnh ủy, chủ tịch UBND tỉnh, giữ chức bí thư Tỉnh ủy khóa XIX, nhiệm kỳ 2020 - 2025. Nghị quyết xác định các chỉ tiêu chủ yếu đến năm 2025, gồm tốc độ tăng trưởng kinh tế (GRDP) bình quân hàng năm 14 - 15%; GRDP bình quân đầu người đạt 5.500 - 6.000 USD; đưa tỉnh nằm trong 15 tỉnh, thành phố phát triển có quy mô kinh tế (GRDP) dẫn đầu cả nước vào năm 2025[6][7].
- Bắc Ninh: Từ 24 - 26/9/2020 Đại hội Đảng bộ tỉnh có sự tham dự của 315 đại biểu, đại diện cho 58.143 đảng viên trong toàn Đảng bộ. Đại tướng Tô Lâm, Ủy viên Bộ Chính trị, Bộ trưởng Bộ Công an dự và chỉ đạo Đại hội. Báo cáo chính trị trong nhiệm kỳ qua, quy mô tổng sản phẩm của tỉnh này đứng thứ bảy toàn quốc, trong đó tốc độ tăng trưởng sản xuất công nghiệp dẫn đầu cả nước. Cụ thể tổng sản phẩm trên địa bàn tỉnh (GRDP) bình quân tăng 6,6%/năm (tính riêng giai đoạn 2016 - 2019 tăng 9,2%); quy mô GRDP (giá hiện hành) năm 2020 ước đạt 195,4 nghìn tỷ đồng, gấp 1,5 lần năm 2015 và chiếm 3% GDP cả nước, đứng thứ 7 toàn quốc; GRDP bình quân đầu người ước đạt 5.900 USD, gấp 1,2 lần so với năm 2015 và gấp 2,1 lần bình quân cả nước.  Bắc Ninh là một trong những tỉnh thu hút đầu tư nước ngoài dẫn đầu cả nước. Đại hội đã bầu Ban Chấp hành Đảng bộ tỉnh khóa XX, nhiệm kỳ 2020 - 2025 gồm 48 vị. Có 15 vị tham gia Ban Thường vụ Tỉnh uỷ. Bà Đào Hồng Lan, Ủy viên dự khuyết Ban Chấp hành Trung ương Đảng, Phó Bí thư Thường trực Tỉnh ủy khóa XIX được bầu giữ chức Bí thư Tỉnh ủy khoá XX. Đại hội bầu Đoàn đại biểu đi dự Đại hội đại biểu toàn quốc lần thứ XIII của Đảng gồm 18 đại biểu chính thức và 01 đại biểu dự khuyết. Các chỉ tiêu Tăng trưởng GRDP giai đoạn 2021 – 2025: Từ 7-8%/năm; GRDP bình quân: Từ 7.800 - 8.200 USD người/năm; Thu nhập: Từ 130 -136 triệu đồng/người/năm;...[8][9]
- Bến Tre: Từ 14-16/10/2020: có 350 đại biểu từ 13 Đảng bộ trực thuộc gần 57.000 đảng viên đến tham dự Đại hội. Ông Trương Hoà Bình, Ủy viên Bộ Chính trị, Phó Thủ tướng Thường trực Chính phủ thay mặt Bộ Chính trị - Ban Bí thư đến dự và trực tiếp chỉ đạo Đại hội; Báo cáo chính trị cho biết kinh tế tăng trưởng khá, bình quân đạt 6,41%/năm (Nghị quyết: 7- 7,5%/năm); thu ngân sách và huy động nguồn lực tăng khá; GRDP bình quân đầu người ước đạt 43,6 triệu đồng, tỷ lệ hộ nghèo còn 4,59%. Đại hội đã bầu Ban Chấp hành Đảng bộ tỉnh nhiệm kỳ 2020 - 2025 gồm 49 người và Đoàn Đại biểu dự Đại hội Đại biểu toàn quốc lần thứ XIII của Đảng gồm 18 đại biểu chính thức, 3 đại biểu dự khuyết. Ông Phan Văn Mãi tái đắc cử chức danh Bí thư Tỉnh ủy. Nghị quyết ra các chỉ tiêu chủ yếu như: tốc độ tăng trưởng GRDP bình quân đạt từ 8,5 đến 9,5%/năm; GRDP bình quân đầu người phấn đấu tăng gấp đôi năm 2020 (khoảng 87 triệu đồng/năm);...[10]
- Bình Dương: 13-15/10/2020: tham dự Đại hội có 349 đại biểu, đại diện cho hơn 48.500 đảng viên thuộc 14 Đảng bộ trực thuộc Tỉnh ủy. Chỉ đạo đại hội, thay mặt Bộ Chính trị, Ban Bí thư, ông Võ Văn Thưởng - ủy viên Bộ Chính trị, trưởng Ban Tuyên giáo trung ương. Báo cáo chính trị kinh tế của tỉnh tiếp tục duy trì tốc độ tăng trưởng ở mức cao với tổng sản phẩm trên địa bàn tỉnh (GRDP) tăng bình quân 9,35%/năm; cơ cấu kinh tế (GRDP) năm 2020 là công nghiệp - dịch vụ - nông nghiệp - thuế sản phẩm trừ trợ cấp sản phẩm tương ứng đạt 66,53% - 22,78% - 2,51% - 8,18%; GRDP bình quân đầu người đạt 155,7 triệu đồng vào năm 2020; thu ngân sách tăng 11,2%/năm. Đại hội bầu Ban Chấp hành Đảng bộ tỉnh Bình Dương lần thứ XI gồm 49 vị. Ông Trần Văn Nam - Ủy viên Ban Chấp hành Trung ương Đảng, Bí thư Tỉnh ủy khóa X tiếp tục được bầu làm Bí thư Tỉnh ủy khóa XI. Đại hội cũng đã bầu 17 đại biểu chính thức và 02 đại biểu dự khuyết đi dự Đại hội lần thứ XIII của Đảng.  Nghị quyết cho biết phấn đấu đưa tổng sản phẩm trên địa bàn tỉnh (GRDP) tăng bình quân 8,5 - 8,7%/năm; cơ cấu kinh tế với tỷ trọng công nghiệp và dịch vụ chiếm hơn 90%; thu ngân sách tăng 8%/năm; GRDP bình quân đầu người đạt 210 - 215 triệu đồng vào năm 2025; thu hút đầu tư nước ngoài đạt hơn 9 tỷ USD…[11]
- Bình Định: 15-16/10/2020:  tham dự có 350 đại biểu chính thức, đại diện cho hơn 70.500 đảng viên trong toàn Đảng bộ. Ông Hoàng Trung Hải, Ủy viên Bộ Chính trị, Phó Trưởng Bộ phận Thường trực chuyên trách Tiểu ban Văn kiện Đại hội XIII của Đảng, dự và chỉ đạo đại hội. Báo cáo chính trị kinh tế tăng trưởng khá; tổng sản phẩm địa phương (GRDP) tăng bình quân hằng năm 6,4%. GRDP bình quân đầu người đạt tương đương 2.524 USD. Chỉ tiêu khóa mới phấn đấu tăng trưởng tổng sản phẩm địa phương bình quân hàng năm 7,0 - 7,5%; GRDP bình quân đầu người đạt trên 3.900 USD. Ban chấp hành Đảng bộ tỉnh khóa XX, nhiệm kỳ 2020-2025 gồm 54 vị. Ông Hồ Quốc Dũng - Phó Bí thư Tỉnh ủy khóa XIX, Chủ tịch UBND tỉnh được tín nhiệm bầu giữ chức Bí thư Tỉnh ủy khóa XX[12].
- Bình Phước: 2-3/10/2020: 350 đại biểu đại diện cho 36.797 đảng viên của Đảng bộ tỉnh tham dự. Ông Trần Thanh Mẫn, Bí thư TƯ Đảng, Chủ tịch Ủy ban TƯ MTTQ Việt Nam dự và phát biểu chỉ đạo đại hội. Báo cáo chính trị Quy mô nền kinh tế đạt hơn 68 nghìn tỷ đồng, tăng gấp 1,64 lần so với năm 2015. GRDP bình quân đầu người đạt 67,3 triệu đồng (tương ứng 3.000 USD) gấp 1,54 lần so với năm 2015. Đại hội Đảng bộ tỉnh Bình Phước đã bầu ra 53 ủy viên ban chấp hành khóa mới. Bí thư Tỉnh ủy Nguyễn Văn Lợi tái cử nhiệm kỳ mới. Nghị quyết nhiệm kỳ 2020-2025 phấn đấu trở thành tỉnh công nghiệp, thuộc nhóm các tỉnh phát triển nhanh (tốc độ tăng trưởng kinh tế bình quân hàng năm đạt từ 9-10%) và bền vững, có quy mô kinh tế khá trong khu vực kinh tế trọng điểm Đông Nam Bộ.  Phấn đấu đến năm 2025  GRDP đầu người đạt trên 100 triệu đồng; thu ngân sách đạt hơn 18 nghìn tỷ đồng, tổng vốn đầu tư toàn xã hội đạt 185 nghìn tỷ đồng, kim ngạch xuất khẩu đạt năm tỷ USD,...[13][14]
- Bình Thuận: 14-16/10/2020 Đại hội đại biểu Đảng bộ tỉnh Bình Thuận lần thứ 14, nhiệm kỳ 2020 - 2025, tham dự có 349 đại biểu đại diện gần 38 nghìn đảng viên trong toàn Đảng bộ. Đại tướng Lương Cường, Bí thư Trung ương Đảng, Chủ nhiệm Tổng cục Chính trị Quân đội nhân dân Việt Nam chỉ đạo Đại hội. Báo cáo chính trị tốc độ tăng trưởng tổng sản phẩm nội tỉnh GRDP bình quân đạt 7,64%. Quy mô tổng giá trị sản phẩm nội tỉnh từ hơn 47 nghìn tỷ năm 2015 tăng lên gần 82 nghìn tỷ năm 2020. Tổng thu nội địa trong năm năm từ 2016 - 2020 đạt hơn 35,4 nghìn tỷ đồng, vượt 14,46% mục tiêu kế hoạch năm năm. GRDP bình quân đầu người đạt 2.856 USD, gấp 1,53 lần so với năm 2015. Đại hội đề ra khóa mới chỉ tiêu tốc độ tăng trưởng tổng sản phẩm nội tỉnh (GRDP) bình quân khoảng 7,0 - 7,5%/năm. Bình quân hằng năm, huy động GRDP vào ngân sách khoảng 7,5 - 8%.  GRDP bình quân đầu người đạt khoảng 4.200 - 4.400 USD. Thu nhập bình quân đầu người tăng từ 1,5 - 1,8 lần so năm 2020. Đại hội đã bầu 50 vị vào Ban Chấp hành Đảng bộ tỉnh Bình Thuận nhiệm kỳ 2020 - 2025; bầu Đoàn đại biểu đi dự Đại hội Đảng toàn quốc lần thứ XIII, gồm 16 vị. Ông Dương Văn An được bầu làm Bí thư Tỉnh ủy, nhiệm kỳ 2020-2025[15].
- Cà Mau: 27-28/10: Đại hội đại biểu Đảng bộ tỉnh Cà Mau với sự tham dự của 351 đại biểu chính thức đại diện cho gần 48.516 đảng viên trong toàn tỉnh. Ủy viên Bộ Chính trị, Bộ trưởng Bộ Công an, đại tướng Tô Lâm đến dự. Theo báo cáo tại Đại hội, tổng sản phẩm (GRDP theo giá so sánh) của địa phương tăng bình quân gần 7%/năm; quy mô nền kinh tế ước đạt hơn 60.000 tỉ đồng, tăng gấp 1,35 lần so với năm 2015; GRDP bình quân đầu người đạt gần 51 triệu đồng/người (tương đương 2.182 USD), tăng gần 1,3 lần so năm 2015. Đại hội thống nhất thông qua 17 chỉ tiêu chủ yếu phấn đấu đạt được trong nhiệm kỳ 2020-2025. Trong đó, lĩnh vực kinh tế: Tổng sản phẩm trong tỉnh (GRDP) bình quân tăng 6,5 - 7%/năm; GRDP bình quân đầu người đến năm 2025 đạt 77 triệu đồng (tương đương 3.320 USD). Ông Nguyễn Tiến Hải, Bí thư Tỉnh ủy khóa 15 (nhiệm kỳ 2015 - 2020) được tín nhiệm bầu giữ chức Bí thư Tỉnh ủy Cà Mau, nhiệm kỳ 2020-2025[16].
- Cao Bằng: 27-28/10/2020:  350 đại biểu đại diện cho hơn 57 nghìn đảng viên của toàn Đảng bộ. Ông Võ Văn Thưởng, Ủy viên Bộ Chính trị, Bí thư Trung ương Đảng, Trưởng Ban Tuyên giáo Trung ương dự. Tốc độ tăng trưởng kinh tế (GRDP) đạt bình quân trên 7,0%/năm (dự thảo trước là 10,2%/ năm); GRDP bình quân đầu người đạt 37,2 triệu đồng/năm, vượt 11% mục tiêu Nghị quyết Đại hội. Kim ngạch xuất khẩu tăng bình quân trên 13%/năm. Ông Lại Xuân Môn tái đắc cử Bí thư Tỉnh ủy Cao Bằng. Các chỉ tiêu chủ yếu khóa mới: Tổng sản phẩm (GRDP) tăng trưởng bình quân trên 8%/năm. Đến hết năm 2025, GRDP bình quân đầu người theo giá hiện hành đạt 60 triệu đồng/người/năm; dự kiến đến hết năm 2030, thu nhập bình quân đầu người đạt khoảng 130 triệu đồng/người, bằng 70% bình quân chung cả nước;[17][18].
- Cần Thơ: 24-25/9/2020 Đại hội đại biểu lần thứ 14, nhiệm kỳ 2020 - 2025, có 347 đại biểu chính thức, đại diện hơn 52 nghìn đảng viên toàn đảng bộ dự. Chủ tịch Quốc hội Nguyễn Thị Kim Ngân dự và phát biểu chỉ đạo đại hội. Báo cáo chính trị cho biết Tốc độ tăng trưởng kinh tế vượt chỉ tiêu Nghị quyết với mức bình quân tăng 7,53%/năm. Thu nhập bình quân đầu người đạt 97,2 triệu đồng (tăng gấp 1,65 lần so với năm 2015). Quy mô nền kinh tế năm 2020 đã đạt 120 nghìn tỷ đồng (cao gấp 1,63 lần so với năm 2015). Đại hội đã bầu Ban Chấp hành Đảng bộ TP Cần Thơ lần thứ 14, nhiệm kỳ 2020 - 2025 gồm 50 vị, bầu Đoàn đại biểu Đảng bộ TP Cần Thơ dự Đại hội XIII gồm 17 vị. Ban Chấp hành Đảng bộ TP Cần Thơ họp phiên thứ nhất bầu Ban Thường vụ gồm vị, bầu Ủy ban Kiểm tra gồm 11 vị. Ông Lê Quang Mạnh, Phó Bí thư Thành ủy, Chủ tịch UBND TP Cần Thơ được bầu làm Bí thư Thành ủy Cần Thơ nhiệm kỳ 2020 - 2025. Nghị quyết ra chỉ tiêu Tốc độ tăng trưởng kinh tế (GRDP) của TP Cần Thơ giai đoạn 2020 - 2025 bình quân đạt 7,5 - 8,0%/năm. Tổng sản phẩm trên địa bàn bình quân đầu người đến năm 2025 đạt 145 - 160 triệu đồng (tương đương 6.200 - 6.800 USD)[19].
- Đà Nẵng: 21-22/10:  349 đại biểu đại diện cho hơn 6 vạn đảng viên toàn Đảng bộ thành phố dự. Ông Trương Hòa Bình, Ủy viên Bộ Chính trị, Phó Thủ tướng Thường trực Chính phủ đến dự và phát biểu chỉ đạo Đại hội. Báo cáo kết quả đạt được trong giai đoạn 2016-2019 là khá toàn diện trên các lĩnh vực. Tổng sản phẩm xã hội trên địa bàn ước tăng 7,5%/năm, gấp 1,5 lần năm 2015 (dự thảo tháng 6 viết 7,3%/năm cả nhiệm kỳ); Tổng sản phẩm xã hội bình quân đầu người ước đạt hơn 95 triệu đồng (tương đương gần 4.100 USD), đạt chỉ tiêu Nghị quyết Đại hội 21 đề ra. Tuy nhiên, bước sang năm 2020, trước tác động tiêu cực của đại dịch Covid-19, Tổng sản phẩm xã hội trên địa bàn ước giảm 9,3% so với năm 2019, dẫn đến tăng trưởng giai đoạn 2016-2020 chỉ đạt 4%/năm. GRDP bình quân đầu người giảm còn 87,4 triệu đồng (3.693 USD;). Ông Nguyễn Văn Quảng, Phó Bí thư Thường trực Thành ủy khóa 22 được bầu làm Bí thư Thành ủy Đà Nẵng khóa XXII. Chỉ tiêu nhiệm kỳ tới Tổng sản phẩm xã hội trên địa bàn tăng 9-10%/năm; thu nhập bình quân đầu người (GRDP bình quân đầu người) đạt 5.000-5.500 USD năm 2025[20][21].
- Đắk Lắk: 14-15/10/2020: Đại hội đại biểu Đảng bộ tỉnh Đắk Lắk lần thứ 17 có 349 đại biểu chính thức, đại diện hơn 80.800 đảng viên toàn Đảng bộ dự. Ông Phạm Bình Minh, Ủy viên Bộ Chính trị, Phó Thủ tướng Chính phủ, Bộ trưởng Ngoại giao dự chỉ đạo đại hội. Báo cáo chính trị cho biết tốc độ tăng trưởng kinh tế bình quân 5 năm đạt 8,75%/năm. Quy mô nền kinh tế tăng khá, năm 2020 ước đạt 62.500 tỷ đồng, gấp 1,52 lần so với năm 2015. Thu ngân sách nhà nước tăng bình quân 19%/năm, tổng thu cân đối 5 năm đạt 30.679 tỷ đồng. GRDP bình quân đầu người ước đạt 54,55 triệu đồng, gấp 1,67 lần năm 2015. Đại hội đại biểu đảng bộ tỉnh Đắk Lắk lần thứ XVII đã bầu ra 53 người vào ban chấp hành khóa mới, trong đó 15 người vào Ban thường vụ. Ban chấp hành Đảng bộ tỉnh Đắk Lắk khóa XVII (nhiệm kỳ 2020-2025) đã họp kỳ họp thứ I bầu ông Bùi Văn Cường - bí thư Tỉnh ủy Đắk Lắk đương nhiệm - tiếp tục làm bí thư Tỉnh ủy khóa mới. Đai hội ra chỉ tiêu trong đó phấn đấu giá trị tổng sản phẩm trên địa bàn (GRDP - giá so sánh năm 2010) trong giai đoạn 2020 - 2025 đạt hơn 300.000 tỷ đồng. Tốc độ tăng trưởng kinh tế (GRDP) bình quân hằng năm đạt 7% trở lên; GRDP bình quân đầu người đạt 70,69 triệu đồng/người/năm;...[22]
- Đắk Nông: 15-16/10/2020 Đảng bộ tỉnh Đắk Nông tổ chức Đại hội đại biểu lần thứ 12, có 349 đại biểu chính thức, đại diện hơn 26.500 đảng viên toàn Đảng bộ dự. Ông Nguyễn Văn Bình, Ủy viên Bộ Chính trị, Bí thư T.Ư Đảng, Trưởng Ban Kinh tế T.Ư dự và phát biểu chỉ đạo đại hội. Báo cáo chính trị tăng trưởng kinh tế được duy trì ở mức bình quân chung của cả nước, ước đạt 8,02%; quy mô và tiềm lực của nền kinh tế tăng 1,34 lần; GRDP bình quân đầu người tăng từ 38,65 triệu đồng lên 52 triệu đồng vào năm 2020. Đại hội tiến hành bỏ phiếu bầu 48 vị tham gia Ban Chấp hành Đảng bộ. Ông Ngô Thanh Danh, Phó Bí thư Thường trực Tỉnh ủy Đắk Nông khóa XI, được bầu giữ chức Bí thư Tỉnh ủy Đắk Nông khóa XII. Chỉ tiêu khóa mới Tăng trưởng kinh tế (GRDP) bình quân từ 7,5-8%; GRDP bình quân đầu người đến năm 2025 trên 70 triệu đồng[23].
- Điện Biên: 14-15/10, Đại hội Đảng bộ tỉnh Điện Biên lần thứ 14, nhiệm kỳ 2020 - 2025, 349 đại biểu đại diện hơn 40 nghìn đảng viên trong toàn Đảng bộ dự. Đại tướng Tô Lâm, Ủy viên Bộ Chính trị, Bộ trưởng Công an dự chỉ đạo Đại hội. Báo cáo chính trị cho hay tốc độ tăng trưởng GRDP bình quân giai đoạn 2016 - 2020 đạt 6,83%/năm, GRDP bình quân đầu người năm 2020 đạt hơn 38 triệu đồng/người/năm, tỷ lệ hộ nghèo giảm từ 48,14% (đầu năm 2016) xuống còn 30,67% (năm 2020).  Chỉ tiêu khóa mới tốc độ tăng trưởng GRDP bình quân đạt 7%/năm, thu nhập bình quân đầu người đạt 60 triệu đồng/người/năm; tổng thu ngân sách nhà nước trên địa bàn đạt 2.000 tỷ đồng. Ban Chấp hành Đảng bộ tỉnh Điện Biên nhiệm kỳ 2020-2025 sẽ có 52 người, trong đó có 51/52 người được bầu tại Đại hội. Riêng ông Nguyễn Văn Thắng, Ủy viên dự khuyết Trung ương Đảng, được Bộ Chính trị, Ban Bí thư chỉ định tham gia Ban Chấp hành, Ban Thường vụ giới thiệu để bầu chức danh Bí thư Tỉnh ủy Điện Biên[24].
- Đồng Nai: 15-16/10, Đảng bộ tỉnh Đồng Nai Đại hội đại biểu lần thứ 11, nhiệm kỳ 2020 - 2025, có 348 đại biểu, đại diện gần 83 nghìn đảng viên trong toàn Đảng bộ dự. Ông Võ Văn Thưởng, Ủy viên Bộ Chính trị, Bí thư T.Ư Đảng, Trưởng Ban Tuyên giáo Trung ương dự và chỉ đạo Đại hội. Báo cáo chính trị kinh tế tỉnh tăng trưởng bình quân mỗi năm hơn 8,14%, nằm trong nhóm các địa phương có tốc độ tăng trưởng kinh tế cao của cả nước. Quy mô GRDP tính theo giá hiện hành đến năm 2020 đạt gần 400 nghìn tỷ đồng (tương đương 17,2 tỷ USD), gấp 1,7 lần so với năm 2015. Thu nhập bình quân đầu người đạt 124 triệu đồng, tương đương khoảng 5.300 USD, gấp hơn 1,7 lần năm 2015. có 52 ông / bà được bầu vào Ban Chấp hành Đảng bộ tỉnh Đồng Nai khóa 11. Tại Hội nghị lần thứ nhất, Ban Chấp hành Đảng bộ tỉnh Đồng Nai đã bầu Ban Thường vụ Tỉnh ủy Đồng Nai, nhiệm kỳ 2020 – 2025, gồm 14 vị. Ông Nguyễn Phú Cường, Ủy viên T.Ư Đảng, Bí thư Tỉnh ủy, Chủ tịch HĐND tỉnh Đồng Nai được Ban Chấp hành khóa 11 bầu chức vụ Bí thư Tỉnh ủy Đồng Nai, nhiệm kỳ 2020 - 2025. Chỉ tiêu khóa mới phấn đấu tốc độ tăng trưởng tổng sản phẩm nội địa trên địa bàn tỉnh (GRDP), bình quân hàng năm trên 8,5%; bình quân đầu người đến cuối năm 2025 đạt trên 186 triệu đồng (tương đương 8 ngàn USD);...[25]
- Đồng Tháp: 18-20/10/2020  Đại hội đại biểu Đảng bộ tỉnh Đồng Tháp lần thứ XI, nhiệm kỳ 2020 – 2025, triệu tập được 349/350 đại biểu tham gia đại diện cho hơn 60.000 đảng viên trên toàn tỉnh. Ông Phạm Minh Chính, Ủy viên Bộ Chính trị, Trưởng Ban Tổ chức Trung ương, tham dự và chỉ đạo Đại hội. Báo cáo chính trị tăng trưởng kinh tế (GRDP) bình quân hàng năm đạt 6,44%. Ước tính đến cuối năm 2020, giá trị GRDP ước đạt hơn 87.300 tỉ đồng, tăng gấp 1,53 lần so với năm 2015; GRDP bình quân đầu người đạt 54,55 triệu đồng, tăng 1,55 lần so với đầu nhiệm kỳ. Ban Chấp hành Đảng bộ nhiệm kỳ 2020-2025 gồm 51 người, trong đó 50 người được bầu tại Đại hội và 1 người do Bộ Chính trị chỉ định. Ông Lê Quốc Phong, Ủy viên dự khuyết Ban Chấp hành Trung ương Đảng, được điều động, chỉ định tham gia Ban Chấp hành Đảng bộ tỉnh, và được bầu làm Bí thư Tỉnh uỷ Đồng Tháp nhiệm kỳ 2020 - 2025. Chỉ tiêu tốc độ tăng trưởng kinh tế (GRDP) bình quân 5 năm tới đạt 7,5%. Đến năm 2025, GRDP bình quân đầu người tăng gấp 1,7 lần so với năm 2020 (tương đương 3.434 USD)[26].
- Gia Lai: 28-30/9, Đại hội đại biểu Đảng bộ tỉnh Gia Lai lần thứ 16, nhiệm kỳ 2020-2025 có sự tham dự 350 đại biểu, đại diện cho hơn 61.000 đảng viên của Đảng bộ tỉnh. Ông Trần Quốc Vượng, Ủy viên Bộ Chính trị, Thường trực Ban Bí thư dự và trực tiếp chỉ đạo Đại hội. Báo cáo cho hay quy mô kinh tế tăng đáng kể, GRDP đến năm 2020 đạt gần 81.000 tỷ đồng, gấp 1,65 lần so với năm 2015. Thu nhập bình quân đầu người năm 2020 đạt trên 52 triệu đồng. Đại hội đã tiến hành bầu Ban chấp hành Đảng bộ tỉnh khóa 16 với 53 người. Ông Hồ Văn Niên tiếp tục được tín nhiệm bầu giữ chức Bí thư Tỉnh ủy Gia Lai. Chỉ tiêu khóa mới phấn đấu tốc độ tăng trưởng kinh tế (GRDP) tăng bình quân hằng năm 8,6% trở lên. GRDP theo giá hiện hành đến năm 2025 đạt 131.702 tỷ đồng; GRDP bình quân đầu người đến năm 2025 đạt 79,5 triệu đồng/người/năm;...[27]
- Hà Giang: 16-17/10 Đại hội đại biểu Đảng bộ tỉnh Hà Giang lần thứ XVII, nhiệm kỳ 2020-2025 có 323 đại biểu chính thức đại diện cho 70.197 đảng viên trong toàn Đảng bộ tỉnh Hà Giang tham dự. Đại tướng Ngô Xuân Lịch, Ủy viên Bộ Chính trị, Phó Bí thư Quân ủy Trung ương, Bộ trưởng Bộ Quốc phòng dự và chỉ đạo Đại hội. Báo cáo cho hay: Tốc độ tăng tổng sản phẩm bình quân đạt 6,8%/năm, nằm trong tốp khá của cả nước. So với đầu nhiệm kỳ, tỷ lệ hộ nghèo giảm gần 50%, bình quân giảm 4,22%/năm, từ trên 43% (năm 2015) xuống còn 22,6% (năm 2020). Thu nhập bình quân đầu người tăng 7,4%. Tổng sản phẩm bình quân đầu người năm 2020 đạt 30 triệu đồng/người, tăng 57,4% so năm 2015. Các chỉ tiêu chủ yếu khóa mới: Tốc độ tăng tổng sản phẩm (GRDP) bình quân 5 năm đạt 8%; GRDP bình quân đầu người đạt 55 triệu đồng; thu ngân sách Nhà nước trên địa bàn đạt 4.000 tỷ đồng; thu hút 3 triệu lượt khách du lịch...Ông Đặng Quốc Khánh, tiếp tục được tín nhiệm giữ chức Bí thư Tỉnh ủy nhiệm kỳ 2020-2025[28].
- Hà Nam: 21-22/9/2020, 322 đại biểu đại diện cho 50.604 đảng viên toàn Đảng bộ đã tham dự Đại hội đại biểu Đảng bộ tỉnh Hà Nam lần thứ XX. Bà Trương Thị Mai, Ủy viên Bộ Chính trị, Bí thư Trung ương Đảng, Trưởng ban Dân vận Trung ương dự và chỉ đạo Đại hội. Báo cáo tốc độ tăng trưởng kinh tế bình quân 5 năm 2016-2020 đạt 10,1%/năm; quy mô kinh tế năm 2020 (giá SS2010) ước đạt 36.772 tỷ đồng, gấp 1,7 lần so với năm 2015; GRDP bình quân đầu người năm 2020 đạt 66,6 triệu đồng. Thu ngân sách tăng trưởng cao, về đích trước 2 năm so với mục tiêu Đại hội, năm 2020 ước đạt 10.000 tỷ đồng. Chỉ tiêu khóa mới tổng sản phẩm trong tỉnh (GRDP) tăng bình quân từ 10% năm trở lên. Đến năm 2025, GRDP bình quân đầu người đạt 117 triệu đồng/người. Đại hội bầu Ban Chấp hành Đảng bộ tỉnh Hà Nam khóa XX gồm 48 vị. Bà  Lê Thị Thủy, Bí thư Tỉnh ủy Hà Nam khóa XIX, nhiệm kỳ 2015-2020, tái đắc cử chức Bí thư Tỉnh ủy Hà Nam khóa XX, nhiệm kỳ 2020-2025[29].
- Hà Nội: 12-13/10/2020, Đại hội Đảng bộ thành phố Hà Nội lần thứ 17 nhiệm kỳ 2020 - 2025, có 497 đại biểu chính thức, đại diện hơn 450 nghìn đảng viên thuộc Đảng bộ TP Hà Nội tham dự. Tổng Bí thư, Chủ tịch nước Nguyễn Phú Trọng dự và phát biểu chỉ đạo đại hội. Báo cáo chính trị tổng sản phẩm trên địa bàn (GRDP) bình quân giai đoạn 2016 - 2020 ước tăng 7,39%/năm đạt mục tiêu đề ra (từ 7,3-7,8%), cao hơn giai đoạn 2011-2015 (6,93%); Năm 2020, quy mô GRDP ước đạt 1,06 triệu tỷ đồng, khoảng 45 tỷ USD; bình quân đầu người ước đạt 5.420 USD, tăng 1,5 lần so năm 2015, gấp 1,8 lần bình quân cả nước. Thu ngân sách Nhà nước trên địa bàn giai đoạn 2016 - 2020, gấp 1,64 lần giai đoạn 2011 - 2015. Mặc dù chỉ chiếm 1% về diện tích, 8,5% về dân số, nhưng Hà Nội đóng góp hơn 16% GDP, 18,5% thu ngân sách, 20% thu nội địa và 8,6% tổng kim ngạch xuất, nhập khẩu của cả nước. Ban Chấp hành khóa 17 gồm 71 vị, Ban Thường vụ gồm 16 vị. Ông Vương Đình Huệ, Bí thư Thành ủy Hà Nội khóa 16 được tín nhiệm bầu giữ chức vụ Bí thư Thành ủy Hà Nội khóa 17. Đại hội đã bầu Đoàn đại biểu của Đảng bộ thành phố Hà Nội gồm 63 đại biểu chính thức (trong đó có 3 đại biểu đương nhiên) và 5 đại biểu dự khuyết, đi dự Đại hội XIII của Đảng. Nghị quyết đề ra Tốc độ tăng trưởng Tổng sản phẩm trên địa bàn (GRDP) bình quân giai đoạn 2021-2025: 7,5-8,0%; GRDP bình quân đầu người đạt từ 8.300 đến 8.500 USD[30].
- Hà Tĩnh: 15-16/10 / 2020 Đại hội đại biểu Đảng bộ tỉnh Hà Tĩnh lần thứ XIX, nhiệm kỳ 2020- 2025, tham dự Đại hội có 347 đại biểu đại diện cho gần 99.000 đảng viên trong toàn Đảng bộ tỉnh Hà Tĩnh. Ông Phạm Minh Chính, Ủy viên Bộ Chính trị, Bí thư Trung ương Đảng, Trưởng Ban Tổ chức Trung ương dự và chỉ đạo Đại hội. Báo cáo cho hay tăng trưởng kinh tế của tỉnh bình quân đạt gần 6%; quy mô nền kinh tế tăng gấp hơn 1,5 lần so với năm 2015. Tổng sản phẩm trên địa bàn (GRDP) bình quân đầu người tăng từ 44 triệu đồng lên gần 65 triệu đồng; thu nhập bình quân đầu người tăng từ 23 triệu đồng lên 36 triệu đồng. Ban Chấp hành Đảng bộ Hà Tĩnh khóa XIX gồm 53 người. Ông Hoàng Trung Dũng - phó Bí thư Tỉnh ủy - được bầu giữ chức bí thư Tỉnh ủy Hà Tĩnh. Chỉ tiêu khóa mới tốc độ tăng trưởng kinh tế bình quân trên 10%; Thu nhập bình quân đầu người trên 70 triệu đồng; GRDP bình quân đầu người trên 110 triệu đồng;...[31]
- Hải Dương: 26-27/10: Đại hội đại biểu Đảng bộ tỉnh Hải Dương lần thứ 17, nhiệm kỳ 2020-2025, 350 đại biểu đại diện cho hơn 100 nghìn đảng viên toàn Đảng bộ tỉnh dự. Ông Phạm Bình Minh, Ủy viên Bộ Chính trị, Phó Thủ tướng Chính phủ, Bộ trưởng Ngoại giao dự. Báo cáo tăng trưởng bình quân cả nhiệm kỳ đạt 8,1%/năm (mục tiêu từ 8-8,5%), cao hơn giai đoạn 2010-2015 (7,7%) và cao hơn mức bình quân chung của cả nước (dự thảo trước đó GRDP (giá 2010) tăng bình quân 8,4%/năm). Quy mô kinh tế gấp 1,6 lần so với năm 2015, đứng thứ 11 trong toàn quốc; thu nhập bình quân đầu người đạt khoảng 68,9 triệu đồng (3.020 USD), đứng thứ 19 trong toàn quốc. Tổng vốn đầu tư FDI vào tỉnh trong nhiệm kỳ khoảng 4,3 tỷ USD, đứng thứ 4 trong vùng đồng bằng sông Hồng và thứ 11 trong toàn quốc. Phấn đấu tổng sản phẩm trên địa bàn (GRDP) tăng bình quân hằng năm 9% trở lên; GRDP bình quân đầu người năm 2025 đạt 115 triệu đồng, thu nhập thực tế bình quân đầu người năm 2025 đạt 85 triệu đồng. Ông Phạm Xuân Thăng, Phó Bí thư Thường trực Tỉnh ủy khóa XVI được bầu giữ chức Bí thư Tỉnh ủy khóa XVII[32].
- Hải Phòng: 14-15/10 Hải Phòng tổ chức khai mạc Đại hội đại biểu lần thứ 16, nhiệm kỳ 2020 - 2025. Có 350 đại biểu chính thức thay mặt cho 124.934 đảng viên của toàn Đảng bộ thành phố dự. Thủ tướng Chính phủ Nguyễn Xuân Phúc dự và chỉ đạo đại hội. Báo cáo chính trị chỉ rõ tốc độ tăng trưởng tổng sản phẩm trên địa bàn (GRDP) liên tục đạt mức cao bình quân tăng hơn 14,02%/năm, gấp 2 lần giai đoạn 2011-2015, gấp 2,1 lần tốc độ tăng trưởng của cả nước. GRDP bình quân đầu người năm 2020 ước đạt 5.863 USD, gấp 1,95 lần bình quân chung cả nước. Tổng thu ngân sách trên địa bàn tăng vọt, đạt hơn 408 nghìn tỷ đồng, trong đó thu nội địa tăng đột biến năm năm đạt hơn 120.000 tỉ đồng, gấp 2,65 lần giai đoạn 2011-2015. Đại hội đã bầu 53 vị vào Ban Chấp hành Đảng bộ thành phố khóa XV. Ban Thường vụ Thành uỷ khóa XVI gồm 15 vị. Hội nghị đã bầu ông Lê Văn Thành, Ủy viên Ban Chấp hành Trung ương Đảng, Bí thư Thành ủy khóa XV, Chủ tịch HĐND thành phố tiếp tục giữ chức vụ Bí thư Thành uỷ khoá XVI. Hải Phòng đề ra 20 chỉ tiêu chủ yếu, trong đó, tăng trưởng GRDP đạt bình quân tối thiểu 14,5%/năm, GRDP bình quân năm 2025 đạt 11.800 USD/người, thu ngân sách đến năm 2025 đạt 145.000 tỉ đồng, trong đó thu nội địa đạt 65.000 tỉ đồng[33][34].
- Hòa Bình: 2-3/10 Đại hội Đảng bộ tỉnh Hòa Bình lần thứ 17, có 347 đại biểu chính thức dại diện cho hơn 6,7 vạn đảng viên của 13 Đảng bộ trực thuộc Đảng bộ tỉnh dự. Bà Nguyễn Thị Kim Ngân, Ủy viên Bộ Chính trị, Chủ tịch Quốc hội (QH) dự và phát biểu chỉ đạo Đại hội. Báo cáo chính trị Tốc độ tăng trưởng kinh tế bình quân hằng năm đạt 7,59%. GRDP bình quân đầu người năm 2020 đạt khoảng 63,8 triệu đồng, gấp 1,6 lần so với năm 2015 (cao hơn trung bình khu vực trung du và miền núi phía bắc, bằng khoảng 92% GDP bình quân đầu người của cả nước); tỷ lệ xã đạt chuẩn nông thôn mới đạt 44,3%...Mục tiêu khóa mới tốc độ tăng trưởng kinh tế bình quân năm năm 2021-2025 đạt 9%. Đến năm 2025, GRDP bình quân đầu người đạt khoảng 100 triệu đồng;...Ông Ngô Văn Tuấn được bầu giữ chức Bí thư Tỉnh ủy Hòa Bình[35].
- Hồ Chí Minh (TP): 15-18/10/2020 Đại hội đại biểu Đảng bộ TP Hồ Chí Minh lần thứ 11, nhiệm kỳ 2020 - 2025. Có 444 đại biểu chính thức, đại diện hơn 240.000 Đảng viên của Đảng bộ Thành phố. Ông Nguyễn Xuân Phúc, Ủy viên Bộ Chính trị, Thủ tướng Chính phủ dự và phát biểu chỉ đạo đại hội. Báo cáo chính trị  kinh tế thành phố tăng trưởng khá, tổng sản phẩm trên địa bàn (GRDP) giai đoạn 2016 - 2019 tăng bình quân 7,72%, ước giai đoạn 2016 - 2020 tăng bình quân 6,41%, tỷ trọng kinh tế thành phố đóng góp hơn 22,2% kinh tế cả nước mặc dù chỉ chiếm 0,6% diện tích và 8,6% lao động cả nước. Năng suất lao động bình quân của thành phố cao hơn 2,6 lần so bình quân cả nước;  GRDP đầu người tăng liên tục qua các năm, bình quân gấp 2,4 lần so cả nước, ước năm 2020 là 6.328 USD/người. Thu ngân sách thành phố luôn chiếm tỷ trọng lớn nhất cả nước (năm 2019 khoảng 27%). Ban chấp hành Đảng bộ khóa mới gồm 62 người, Ban thường vụ Thành ủy TP.HCM gồm 16 người. Ông Nguyễn Văn Nên, được bầu làm Bí thư Thành ủy TP.HCM nhiệm kỳ 2020 - 2025. Chỉ tiêu Đại hội đặt ra dự kiến tốc độ tăng trưởng tổng sản phẩm nội địa trên địa bàn TPHCM (GRDP) bình quân hàng năm từ 8 - 8,5% (Nghị quyết điều chỉnh 8%/năm), GRDP bình quân đầu người khoảng 8.500 - 9.000 USD năm 2025 (Nghị quyết điều chỉnh 8.500 USD / người năm 2025)...[36]
- Hậu Giang: 13-14/10/2020: Đảng bộ tỉnh Hậu Giang tổ chức Đại hội đại biểu lần thứ 14, nhiệm kỳ 2020-2025,  349 đại biểu chính thức đại diện hơn 33 nghìn đảng viên toàn Đảng bộ tỉnh dự. Ông Phạm Minh Chính, Ủy viên Bộ Chính trị, Bí thư T.Ư Đảng, Trưởng Ban Tổ chức T.Ư dự và chỉ đạo đại hội. Báo cáo cho biết Tốc độ tăng trưởng kinh tế bình quân 6,3%/năm. Quy mô kinh tế tỉnh tăng gần 1,5 lần so với đầu nhiệm kỳ. GRDP bình quân đầu người năm 2020 đạt gần 49,96 triệu đồng, tăng gần 14 triệu đồng so năm 2015, rút ngắn khoảng cách giữa tỉnh với cả nước (năm 2015 chỉ đạt 60%, nay lên 76%); tỷ lệ xã đạt chuẩn nông thôn mới đạt 62,7%,...Nhiệm kỳ 2020 – 2025, Đảng bộ tỉnh Hậu Giang phấn đấu đạt tốc độ tăng trưởng kinh tế bình quân 6,5 - 7%/năm; GRDP bình quân đầu người là 77 - 80 triệu đồng; Đại hội đã bầu ra 50 người vào Ban Chấp hành Đảng bộ tỉnh khóa XIV, nhiệm kỳ 2020 - 2025. Ban Chấp hành Đảng bộ tỉnh nhiệm kỳ 2020 - 2025 đã tiến hành phiên họp thứ nhất và bầu 16 vị vào Ban Thường vụ Tỉnh ủy, ông Lê Tiến Châu tái đắc cử Bí thư Tỉnh ủy Hậu Giang[37][38].
- Hưng Yên: 25-26/10/2020, Đại hội Đại biểu Đảng bộ tỉnh Hưng Yên lần thứ 19, nhiệm kỳ 2020-2025, 339 đại biểu đại diện hơn 69 nghìn đảng viên trong Đảng bộ tỉnh Hưng Yên dự. Bà Tòng Thị Phóng, Ủy viên Bộ Chính trị, Phó Chủ tịch Thường trực Quốc hội dự. Báo cáo bình quân giai đoạn 2016-2020 tốc độ tăng trưởng kinh tế đạt 8,38%/năm (mục tiêu tăng từ 7,5 đến 8%/năm), quy mô kinh tế năm 2020 theo giá hiện hành đạt hơn 102 nghìn tỷ đồng, tăng 1,73 lần so với năm 2015. GRDP bình quân đầu người đạt 79,57 triệu đồng. Tỷ lệ hộ nghèo còn dưới 1,8%. Phấn đấu giai đoạn 2020-2025, tốc độ tăng trưởng kinh tế (GRDP) bình quân năm năm 7,5-8%/ năm. Đến năm 2025: GRDP bình quân đầu người 130 triệu đồng/năm. Ông Đỗ Tiến Sỹ, Ủy viên T.Ư Đảng tái đắc cử chức danh Bí thư Tỉnh ủy tỉnh Hưng Yên, nhiệm kỳ 2020-2025[39].
- Khánh Hòa: 13-14/10/2020 Đại hội Đảng bộ tỉnh Khánh Hòa lần thứ XVIII, nhiệm kỳ 2020-2025 có 348 đại biểu chính thức, đại diện cho 44.216 đảng viên trong toàn Đảng bộ tỉnh dự Đại hội. Ủy viên Bộ Chính trị, Chủ tịch Quốc hội Nguyễn Thị Kim Ngân dự và chỉ đạo Đại hội. Giai đoạn 2016 - 2020, quy mô GRDP của Khánh Hòa xếp thứ 24/63 tỉnh, thành phố trong cả nước (trong đó, quy mô ngành dịch vụ xếp thứ 12/63), xếp thứ 4/14 tỉnh, thành phố thuộc vùng khu vực miền Trung (quy mô ngành dịch vụ xếp thứ 4/14), xếp thứ 3/8 tỉnh, thành phố khu vực duyên hải Nam Trung Bộ (quy mô ngành dịch vụ xếp thứ 2/8, sau TP. Đà Nẵng); GRDP bình quân đầu người xếp trong khoảng từ 14 - 17/63 tỉnh, thành phố; xếp thứ 3/14 tỉnh, thành phố thuộc khu vực miền Trung và xếp thứ 3/8 tỉnh, thành phố khu vực duyên hải Nam Trung Bộ; GRDP bình quân đầu người năm 2020 đạt 73,31 triệu đồng. Tiếp tục duy trì là 1 trong 16 tỉnh có đóng góp vào ngân sách Trung ương. Chỉ tiêu chủ yếu đến năm 2025: Tốc độ tăng trưởng kinh tế (GRDP) bình quân hàng năm đạt 7,5% trở lên. GRDP bình quân đầu người năm 2025 đạt 5.685 USD. Ông Nguyễn Khắc Định tái đắc cử Bí thư Tỉnh ủy. Đoàn đại biểu của tỉnh Khánh Hòa dự Đại hội Đại biểu toàn quốc lần thứ XIII của Đảng gồm 20 vị, chưa bao gồm 2 đại biểu dự khuyết[40].
- Kiên Giang: 16-17/10/2020 Đại hội Đảng bộ tỉnh Kiên Giang lần thứ XI, nhiệm kỳ 2020-2025, có 342 đại biểu đại diện cho trên 59.500 đảng viên trong toàn tỉnh dự. Phó thủ tướng Thường trực Trương Hòa Bình dự. Báo cáo đại hội tốc độ tăng trưởng kinh tế bình quân đạt 7,22%/năm. Thu nhập bình quân đầu người tăng từ 1.630 USD năm 2015, lên 2.458 USD năm 2020 (gấp 1,66 lần so năm 2015). Quy mô nền kinh tế của tỉnh Kiên Giang từ 47.076 tỷ đồng vào đầu nhiệm kỳ đã tăng mạnh lên 71.755 tỷ đồng vào năm 2020. Chỉ tiêu nhiệm kỳ tới tốc độ tăng trưởng GRDP bình quân 5 năm đạt 7,24% trở lên; đến năm 2025, GRDP bình quân đầu người đạt khoảng 3.485 USD; Đại hội đại biểu Đảng bộ tỉnh Kiên Giang lần thứ 11 đã bầu Ban Chấp hành gồm 51 vị, bầu Đoàn đại biểu đi dự Đại hội đại biểu toàn quốc lần thứ XIII của Đảng, gồm 18 người chính thức. Ông Đỗ Thanh Bình, Phó Bí thư Tỉnh ủy (khóa 10), Chủ tịch UBND tỉnh Kiên Giang (nhiệm kỳ 2016 - 2021) được bầu giữ chức Bí thư Tỉnh ủy Kiên Giang[41].
- Kon Tum: 23-25/9/2020 Đại hội đại biểu Đảng bộ tỉnh lần thứ XVI, nhiệm kỳ 2020-2025, có 346 đại biểu của 14 đảng bộ trực thuộc Tỉnh uỷ, đại diện cho hơn 29 nghìn đảng viên trong toàn Đảng bộ dự. Ông Nguyễn Văn Bình, Ủy viên Bộ Chính trị, Bí thư T.Ư Đảng, Trưởng Ban Kinh tế T.Ư dự và phát biểu. Đến cuối năm 2020, tổng sản phẩm trong tỉnh (GRDP) ước đạt 25.851 tỷ đồng, tăng gần 75% so với năm 2015. Tăng trưởng kinh tế bình quân giai đoạn 2016-2020 đạt 9,13%/năm (đạt chỉ tiêu Nghị quyết). GRDP bình quân đầu người của Kon Tum tăng từ 1.406 USD năm 2015 lên 2.025 USD (khoảng 46,57 triệu đồng) vào cuối năm 2020 (tăng 45%); thu nhập bình quân đầu người năm 2020 khoảng 31,5 triệu đồng. Thu ngân sách nhà nước đến năm 2020 đạt 3.505 tỷ đồng (đạt chỉ tiêu Nghị quyết). Đại hội đã bầu Ban Chấp hành Đảng bộ tỉnh khoá XVI, nhiệm kỳ 2020-2025 gồm 50 vị; bầu 15 đại biểu chính thức và 02 đại biểu dự khuyết, đại diện cho gần 29 nghìn đảng viên của Đảng bộ tỉnh đi dự Đại hội đại biểu toàn quốc lần thứ XIII của Đảng. Ông Dương Văn Trang tái đắc cử Bí thư Tỉnh ủy Kon Tum. Chỉ tiêu khóa mới tốc độ tăng trưởng GRDP bình quân giai đoạn 2020-2025 từ 10%/năm trở lên. Tổng vốn đầu tư phát triển toàn xã hội cả giai đoạn 2021-2025 đạt 118.000 tỷ đồng; GRDP bình quân đầu người 70 triệu đồng trở lên (tương đương trên 3.000 USD)[42].
- Lai Châu: 22-23/10 Đại hội Đảng bộ tỉnh Lai Châu lần thứ 14 nhiệm kỳ 2020-2025, 299 đại biểu đại diện cho hơn 29 nghìn đảng viên trong toàn Đảng bộ tỉnh về dự Đại hội. Ông Phạm Minh Chính, Ủy viên Bộ Chính trị, Bí thư Trung ương Đảng, Trưởng Ban Tổ chức Trung ương dự. Báo cáo cho hay tốc độ tăng trưởng bình quân ước đạt 11,55%/năm. Thu nhập bình quân đầu người ước đạt hơn 40 triệu đồng. Tổng thu ngân sách nhà nước trên địa bàn đạt 10.526 tỷ đồng, tăng 2,97 lần so với giai đoạn 2010-2015. Chỉ tiêu chủ yếu đến năm 2025, gồm: Tốc độ tăng trưởng GRDP đạt 9-10%/năm. GRDP bình quân đầu người đạt 65 triệu đồng. Bà Giàng Páo Mỷ, Ủy viên T.Ư Đảng, Bí thư Tỉnh ủy Lai Châu, nhiệm kỳ 2015-2020, Trưởng Đoàn đại biểu Quốc hội tỉnh Lai Châu tái đắc cử chức danh Bí thư tỉnh Lai Châu, nhiệm kỳ 2020-2025[43].
- Lào Cai: 15-16/10  Đảng bộ tỉnh Lào Cai Đại hội đại biểu lần thứ 16, 348 đại biểu đại diện hơn 49 nghìn đảng viên của toàn Đảng bộ dự. Ông Nguyễn Hòa Bình, Bí thư Trung ương Đảng, Chánh án Tòa án Nhân dân tối cao, dự và chỉ đạo Đại hội. Báo cáo cho hay Kinh tế tiếp tục tăng trưởng khá, bình quân 5 năm qua đạt 9,08%, chất lượng tăng trưởng được nâng lên; GRDP bình quân đầu người đạt 76,3 triệu đồng, đứng thứ hai trong số các tỉnh trung du, miền núi phía bắc; tốc độ giảm nghèo nhanh, dẫn đầu các tỉnh trong khu vực miền núi phía bắc, thu hẹp dần khoảng cách phát triển giữa vùng. Chỉ tiêu khóa mới tốc độ tăng trưởng kinh tế (GRDP) bình quân giai đoạn 2021 - 2025 trên 10%/năm; GRDP bình quân đầu người đạt 126 triệu đồng/năm; thu ngân sách nhà nước trên địa bàn đạt 15.500 tỉ đồng. Ông Đặng Xuân Phong, Phó Bí thư Tỉnh ủy khóa XV, Chủ tịch UBND tỉnh được bầu giữ chức Bí thư Tỉnh ủy Lào Cai khóa XVI[44].
- Lạng Sơn: 25-27/9/2020: Đảng bộ tỉnh Lạng Sơn tổ chức Đại hội đại biểu lần thứ XVII, nhiệm kỳ 2020 - 2025, với sự tham dự của 350 đại biểu đại diện gần 65 nghìn đảng viên trong toàn Đảng bộ. Ông Phạm Minh Chính, Ủy viên Bộ Chính trị, Bí thư Trung ương Đảng, Trưởng Ban Tổ chức Trung ương đã phát biểu chỉ đạo Đại hội. Báo cáo nhiệm kỳ qua tổng sản phẩm trên địa bàn (GRDP) bình quân hằng năm ước đạt 5,45%.  GRDP bình quân đầu người năm 2020 đạt 44,5 triệu đồng (gấp 1,44 lần so với năm 2015). Nhiệm kỳ tới, chỉ tiêu phấn đấu tốc độ tăng trưởng kinh tế (GRDP) bình quân từ 7 – 7,5%. GRDP bình quân đầu người đến năm 2025 đạt 76 – 78 triệu đồng tương đương 2.900 – 3.000 USD.  Bà Lâm Thị Phương Thanh tái đắc cử Bí thư Tỉnh ủy Lạng Sơn. Đại hội đã bầu 18 đại biểu chính thức và 2 đại biểu dự khuyết dự Đại hội Đại biểu toàn quốc lần thứ XIII của Đảng[45][46].
- Lâm Đồng: 15-16/10 Đảng bộ tỉnh Lâm Đồng tổ chức Đại hội đại biểu lần thứ 11, nhiệm kỳ 2020 - 2025. Có 320 đại biểu đại diện hơn 46 nghìn đảng viên toàn Đảng bộ. Ông Nguyễn Xuân Thắng, Bí thư T.Ư Đảng, Giám đốc Học viện Chính trị quốc gia Hồ Chí Minh, Chủ tịch Hội đồng Lý luận T.Ư dự và chỉ đạo đại hội. Báo cáo cho hay Tốc độ tăng trưởng GRDP bình quân đạt 8%/năm, quy mô GRDP tăng 1,6 lần; GRDP bình quân đầu người đạt 71 triệu đồng, tăng 25 triệu đồng so năm 2015; tỷ lệ hộ nghèo giảm từ 6,67% năm 2015 xuống còn 1,35%;...Chỉ tiêu khóa mới phấn đấu trong 5 năm tới đạt tốc độ tăng trưởng GRDP bình quân từ 7-8%, thu nhập bình quân đầu người từ 120-125 triệu đồng/năm. Ông Trần Đức Quận đã được đắc cử vào chức vụ Bí thư Tỉnh ủy Lâm Đồng[47][48].
- Long An: 14-16/10 Đại hội Đại biểu lần thứ XI, nhiệm kỳ 2020 - 2025, có 350 đại biểu thuộc 19 đảng bộ trực thuộc Tỉnh ủy Long An đại diện cho gần 48.000 đảng viên toàn tỉnh Long An về dự đại hội. Ông Trần Cẩm Tú, Bí thư Trung ương Đảng, Chủ nhiệm Ủy ban Kiểm tra T.Ư dự chỉ đạo đại hội. Báo cáo nhiệm kỳ qua tốc độ tăng trưởng bình quân ước đạt 9,11%/năm. GRDP bình quân đầu người năm 2020 ước đạt 77 triệu đồng/người/năm, cao gấp 1,5 lần so năm 2015. Đại hội đã đặt ra các chỉ tiêu khá cao như tăng trưởng kinh tế 9,2 – 10%/năm; sản lượng lúa 2,5 – 2,6 triệu tấn/năm, trong đó 70 – 75% chất lượng cao; GRDP bình quân đầu người đến năm 2025 đạt 115 – 120 triệu đồng;…Đại hội đã bầu Ban Chấp hành Đảng bộ tỉnh Long An khóa XI gồm 52 người và Đoàn Đại biểu đi dự Đại hội XIII của Đảng gồm 17 đại biểu chính thức và 2 dự khuyết. Ông Nguyễn Văn Được (Phó Bí thư Thường trực Tỉnh ủy khóa X) được bầu làm Bí thư Tỉnh uỷ nhiệm kỳ 2020 - 2025[49].
- Nam Định: 24-25/9/2020 Đại hội đại biểu Đảng bộ tỉnh lần thứ XX, 350 đại biểu chính thức đại diện cho trên 110 nghìn đảng viên trong toàn Đảng bộ đã tham dự. Ông Trương Hòa Bình, Ủy viên Bộ Chính trị, Phó Thủ tướng Thường trực Chính phủ dự. Báo cáo cho hay  Tổng sản phẩm GRDP (giá so sánh năm 2010) tăng bình quân 7,9%/năm, quy mô kinh tế được mở rộng, tổng sản phẩm GRDP tăng gấp 1,8 lần so giai đoạn trước. Thu ngân sách Nhà nước gấp 2,1 lần. Tổng giá trị xuất khẩu gấp 2,1 lần. Thu nhập bình quân đầu người gấp 2 lần. Thu nhập bình quân đầu người khu vực nông thôn năm 2020 đạt 52 triệu đồng/người, gấp 4,1 lần so với trước khi xây dựng Nông thôn mới. GRDP trên đầu người đứng thứ 25/63 tỉnh, thành phố, thấp hơn mức trung bình cả nước. Ông Đoàn Hồng Phong, Bí thư Tỉnh ủy khóa XIX tái cử Bí thư Tỉnh ủy khóa XX, nhiệm kỳ 2020-2025. Đại hội đã bầu 22 đại biểu đi dự Đại hội đại biểu toàn quốc lần thứ XIII của Đảng. Chỉ tiêu khóa mới GRDP (giá so sánh năm 2020) tăng bình quân 8,5-9,5%/năm; thu nhập thực tế bình quân đầu người đến năm 2025 đạt hơn 100 triệu đồng/năm; thu ngân sách nhà nước từ kinh tế trên địa bàn năm 2025 đạt hơn 10.000 tỷ đồng[50]
- Nghệ An: 17/10 Đại hội đại biểu Đảng bộ tỉnh Nghệ An, lần thứ XIX, nhiệm kỳ 2020 - 2025 với sự tham dự của 448 đại biểu đại diện cho hơn 193.000 đảng viên trong toàn Đảng bộ. Ủy viên Bộ Chính trị, Thủ tướng Chính phủ Nguyễn Xuân Phúc dự và trực tiếp chỉ đạo Đại hội. Báo cáo chính trị Tốc độ tăng trưởng tổng sản phẩm trong tỉnh (GRDP) bình quân giai đoạn 2016 - 2020 ước đạt 7,84%. GRDP bình quân đầu người đến cuối năm 2020 ước đạt 44,34 triệu đồng. Chỉ tiêu phấn đấu GRDP bình quân đầu người năm 2025 đạt khoảng 83 triệu đồng (tương đương khoảng 3.500 USD). Tốc độ tăng trưởng tổng sản phẩm trong tỉnh (GRDP) bình quân giai đoạn 2021 - 2025 đạt 9,5 - 10,5%/năm. Ông Thái Thanh Quý tái đắc cử Bí thư Tỉnh ủy Nghệ An khóa 19[51].
- Ninh Bình: 21 đến 22 /10: Đại hội đại biểu Đảng bộ tỉnh Ninh Bình lần thứ 22 (nhiệm kỳ 2020-2025), 339 đại biểu đại diện trên 72.000 Đảng viên trong toàn Đảng bộ. Ông Trần Quốc Vượng, Ủy viên Bộ Chính trị, Thường trực Ban Bí thư, dự và chỉ đạo đại hội. Báo cáo cho hay kinh tế tăng trưởng khá, đạt 8,03%/năm, cao hơn bình quân chung cả nước. Năm 2019, tổng sản phẩm GRDP đạt 64.465 tỉ đồng, gấp 1,68 lần so với năm 2015. GRDP bình quân đạt 64,8 triệu đồng/người/năm (khoảng 2.780 USD/người), gấp 1,57 lần so với năm 2015. Bà Nguyễn Thị Thu Hà tái đắc cử Bí thư Tỉnh ủy Ninh Bình. Chỉ tiêu khóa mới tốc độ tăng trưởng GRDP 8,5%/năm, GRDP bình quân đầu người 105 triệu đồng năm 2025[52].
- Ninh Thuận: 27-28/10: Đại hội đại biểu Đảng bộ tỉnh lần thứ 14, có 349 đại biểu đại diện cho gần 20 nghìn đảng viên toàn Đảng bộ. Đại tướng Lương Cường, Bí thư T.Ư Đảng, Chủ nhiệm Tổng cục Chính trị Quân đội nhân dân Việt Nam dự. Báo cáo Tốc độ tăng trưởng GRDP bình quân đạt 10,2%/năm. GRDP bình quân đầu người đạt hơn 60 triệu đồng/người, tăng 2,17 lần so với năm 2015. Thu ngân sách đạt 3.500 tỷ đồng, tăng bình quân 12,8%/năm. Các chỉ tiêu khóa mới  chủ yếu như: Tốc độ tăng trưởng tổng sản phẩm nội tỉnh (GRDP) đạt 10 đến 11%/năm. Thu nhập bình quân đầu người đạt từ 113 đến 115 triệu đồng/người. Tổng vốn đầu tư toàn xã hội từ 100 đến 105 nghìn tỷ đồng. Thu ngân sách đến năm 2025 đạt 6.400 đến 6.500 tỷ đồng. Ông Nguyễn Đức Thanh, Ủy viên T.Ư Đảng, Bí thư Tỉnh ủy nhiệm kỳ 2015 - 2020 tái đắc cử Bí thư Tỉnh ủy  nhiệm kỳ 2020-2025[53].
- Phú Thọ: 27-28/10/2020: Đại hội đại biểu Đảng bộ tỉnh Phú Thọ lần thứ XIX có 336 đại biểu, đại diện cho trên 105.000 đảng viên trong toàn Đảng bộ dự. Thủ tướng Nguyễn Xuân Phúc đã dự phiên khai mạc Đại hội. Báo cáo chính trị trình Đại hội, trong nhiệm kỳ qua, tốc độ tăng trưởng kinh tế bình quân của tỉnh đạt 7,86% (dự thảo trước viết 7,95%). Quy mô kinh tế tăng gần 1,7 lần so với năm 2015. GRDP bình quân đầu người đạt 52,5 triệu đồng, tăng 64% so với năm 2015. Nghị quyết Đại hội xác định 17 chỉ tiêu chủ yếu, phấn đấu: Tốc độ tăng trưởng kinh tế (theo giá so sánh) tăng bình quân 7,5%/năm trở lên. Tổng sản phẩm trên địa bàn bình quân đầu người đến năm 2025 đạt hơn 65 triệu đồng. Tổng vốn đầu tư toàn xã hội năm năm đạt hơn 160 nghìn tỷ đồng. Ông Bùi Minh Châu, Bí thư Tỉnh ủy khóa 18, được bầu giữ chức Bí thư Tỉnh ủy Phú Thọ khóa 19[54].
- Phú Yên: 14-16/10/2020 Đại hội Đại biểu Đảng bộ tỉnh Phú Yên lần thứ XVII, 318 đại biểu chính thức đại diện gần 44 nghìn đảng viên trong toàn Đảng bộ dự. Đại tướng Ngô Xuân Lịch, Ủy viên Bộ Chính trị, Phó Bí thư Quân ủy Trung ương, Bộ trưởng Quốc phòng dự chỉ đạo đại hội. Năm năm qua, nền kinh tế tỉnh Phú Yên tiếp tục ổn định và duy trì mức tăng trưởng khá, tốc độ tăng trưởng GRDP bình quân đạt 7%/năm. Quy mô nền kinh tế gấp 1,6 lần so với năm 2015; GRDP bình quân đầu người năm 2020 ước đạt 52,9 triệu đồng, gấp 1,6 lần năm 2015. Nghị quyết Đại hội đặt ra chỉ tiêu chủ yếu cho nhiệm kỳ 2020-2025 là tốc độ tăng GRDP 8,5%/năm, thu ngân sách năm 2025 đạt 11 nghìn tỷ đồng, Phấn đấu đạt tốc độ tăng trưởng kinh tế cao hơn mức trung bình của vùng duyên hải Nam Trung Bộ và cả nước. GRDP bình quân đầu người đến năm 2025 đạt 3.830 USD. Đảng bộ tỉnh Phú Yên lần thứ 17 đã bầu 49 vị vào Ban Chấp hành nhiệm kỳ 2020 - 2025.  Tại Hội nghị lần thứ nhất, Ban Chấp hành Đảng bộ tỉnh  Phú Yên đã bầu Ban Thường vụ tỉnh ủy 15 vị. Ông Phạm Đại Dương, Bí thư Tỉnh ủy, Chủ tịch UBND tỉnh Phú Yên, nhiệm kỳ 2015 - 2020, được bầu tiếp tục giữ chức vụ Bí thư Tỉnh ủy Phú Yên, nhiệm kỳ 2020 - 2025[55].
- Quảng Bình: Sau một thời gian tạm hoãn, 28/10, Đảng bộ tỉnh Quảng Bình tổ chức Đại hội đại biểu Đảng bộ lần thứ 17, nhiệm kỳ 2020- 2025,  347 đại biểu, đại diện gần 75.000 đảng viên trong Đảng bộ tới dự. Ông Nguyễn Thiện Nhân, Ủy viên Bộ Chính trị dự và phát biểu chỉ đạo Đại hội. Báo cao Tốc độ tăng trưởng kinh tế bình quân năm năm đạt 6,13% (dự thảo 6,83%); GRDP bình quân đầu người được cải thiện đáng kể, năm 2020 đạt 47,19 triệu đồng; thu ngân sách tăng bình quân 17,4%/năm. Tỉ lệ hộ nghèo năm 2020 còn dưới 4%, giảm bình quân 2,1%/năm. Ông Vũ Đại Thắng, bí thư Tỉnh ủy nhiệm kỳ 2015-2020, đã được Ban chấp hành Đảng bộ tỉnh bầu tiếp tục giữ chức bí thư Tỉnh ủy nhiệm kỳ 2020-2025. Chỉ tiêu khóa mới Tốc độ tăng GRDP bình quân 8-8,5%, GRDP bình quân đầu người 70-75 triệu đồng[56][57].
- Quảng Nam: 12-13/10 Đảng bộ tỉnh Quảng Nam lần thứ 22, nhiệm kỳ 2020 - 2025,  347 đại biểu đại diện hơn 69 nghìn đảng viên toàn Đảng bộ dự. Bà Trương Thị Mai, Ủy viên Bộ Chính trị, Bí thư T.Ư Đảng, Trưởng Ban Dân vận T.Ư dự và phát biểu chỉ đạo đại hội. Báo cáo  tốc độ tăng trưởng GRDP bình quân 9,53%/năm, xấp xỉ đạt chỉ tiêu Nghị quyết đề ra; đưa quy mô nền kinh tế lên gần 109 nghìn tỷ đồng, (tăng 1,8 lần so đầu nhiệm kỳ). Tổng vốn đầu tư toàn xã hội so GRDP chiếm 31,51%. GRDP bình quân đầu người đạt khoảng 72,4 triệu đồng (gấp 1,7 lần so năm 2015); thu nhập bình quân đầu người đạt 45 triệu đồng; năng suất lao động xã hội năm 2020 đạt 124 triệu đồng/lao động. Các chỉ tiêu chủ yếu nhiệm kỳ tới: phấn đấu đạt tốc độ tăng trưởng kinh tế (GRDP) bình quân hằng năm từ 7,5 - 8%, GRDP bình quân đầu người đến năm 2025 từ 110 - 113 triệu đồng, thu ngân sách trên địa bàn tăng bình quân hằng năm 9% (trong đó, thu nội địa tăng bình quân 10%/năm, thu xuất nhập khẩu tăng bình quân 4%/năm). Đến năm 2025, thu nhập bình quân đầu người đến năm 2025 từ 68 - 70 triệu đồng. Ban Chấp hành Đảng bộ tỉnh nhiệm kỳ 2020 - 2025 gồm 53 người, bầu Đoàn đại biểu Đảng bộ tỉnh dự Đại hội Đảng toàn quốc lần thứ XIII gồm 19 người. Ông Phan Việt Cường, Ủy viên T.Ư Đảng được bầu lại làm Bí thư Tỉnh ủy[58].
- Quảng Ngãi: 21- 22/10/2020: Đại hội đại biểu Đảng bộ tỉnh Quảng Ngãi lần thứ 20, 346 đại biểu đại diện cho hơn 54 nghìn đảng viên trong toàn Đảng bộ. Bà Tòng Thị Phóng- Ủy viên Bộ Chính trị, Phó Chủ tịch Thường trực Quốc hội dự và phát biểu chỉ đạo. Báo cáo cho hay tổng sản phẩm trong tỉnh (GRDP) tăng bình quân 4,83%/năm, nếu không tính sản phẩm lọc dầu thì tăng bình quân 8,5%/năm (trước đó dự thảo kinh tế tăng 5,62%/năm; nếu không tính sản phẩm lọc, hóa dầu thì tăng bình quân 9,79%/năm). Năm 2020, GRDP của tỉnh ước đạt 82.593 tỷ đồng, gấp 1,36 lần so năm 2015. GRDP bình quân đầu người ước đạt 2.791 USD, gấp 1,2 lần so năm 2015. Bà Bùi Thị Quỳnh Vân tái đắc cử Bí thư Tỉnh ủy Quảng Ngãi. Phấn đấu trong nhiệm kỳ tới, tốc độ tăng trưởng kinh tế (GRDP) bình quân 7 - 8%/năm; năng suất lao động tăng bình quân 6 - 8%/năm. Đến năm 2025, GRDP bình quân đầu người khoảng 4.200 - 4.400 USD; thu nhập bình quân đầu người (giá hiện hành) tăng bình quân 7 - 10%/năm[59]
- Quảng Ninh: 25-27/9/2020 Đại hội Đại biểu Đảng bộ tỉnh Quảng Ninh lần thứ XV, nhiệm kỳ 2020-2025. Đại hội triệu tập 350 đại biểu đại diện cho 20 đảng bộ trực thuộc, thay mặt cho trên 102.500 đảng viên trong toàn Đảng bộ Tỉnh. Bà Nguyễn Thị Kim Ngân, Ủy viên Bộ Chính trị, Chủ tịch Quốc hội dự và chỉ đạo Đại hội. Báo cáo cho biết  tốc độ tăng trưởng bình quân 5 năm đạt 10,7%, cơ bản đạt chỉ tiêu Nghị quyết Đại hội đề ra trong điều kiện bị ảnh hưởng rất nghiêm trọng của đại dịch COVID-19, cao hơn so với bình quân chung cả nước. Bình quân đầu người năm 2020 ước đạt hơn 6.700 USD, gấp hơn hai lần bình quân chung cả nước; tỷ lệ hộ nghèo theo tiêu chí đa chiều chỉ còn 0,36%. Đại hội đã tiến hành bỏ phiếu bầu Ban Chấp hành Đảng bộ tỉnh khóa XV, nhiệm kỳ 2020-2025 gồm 53 vị. Hội nghị lần thứ nhất Ban Chấp hành Đảng bộ tỉnh khoá XV, nhiệm kỳ 2020-2025 đã tiến hành bầu Ban Thường vụ Tỉnh ủy, Bí thư, Phó Bí thư Tỉnh uỷ, Ủy ban Kiểm tra Tỉnh ủy, Chủ nhiệm Ủy ban Kiểm tra Tỉnh ủy. Ông Nguyễn Xuân Ký, Bí thư Tỉnh ủy khóa XIV tiếp tục được bầu làm Bí thư Tỉnh ủy khóa XV. Chỉ tiêu khóa mới: tốc độ tăng trưởng GRDP bình quân giai đoạn 2021-2025 đạt khoảng 10%/năm. GRDP bình quân đầu người đến năm 2025 đạt trên 10.000 USD. Hằng năm, giữ vững vị trí nhóm đầu cả nước về Chỉ số năng lực cạnh tranh cấp tỉnh (PCI), Chỉ số cải cách hành chính (PAR Index), Chỉ số hài lòng của người dân, tổ chức đối với sự phục vụ của cơ quan hành chính nhà nước (SIPAS) và Chỉ số hiệu quả quản trị và hành chính công (PAPI)[60].
- Quảng Trị: 15-16/10 Đảng bộ tỉnh Quảng Trị khai mạc Đại hội đại biểu lần thứ 17, nhiệm kỳ 2020 - 2025, 345 đại biểu chính thức đại diện cho hơn 47.000 đảng viên toàn Đảng bộ tỉnh dự. Ông Phan Đình Trạc, Bí thư T.Ư Đảng, Trưởng Ban Nội chính T.Ư dự và chỉ đạo đại hội. Báo cáo cho biết tốc độ tăng tổng sản phẩm bình quân trong 5 năm, 2015-2020, đạt 7,16%, tăng 1,25% so nhiệm kỳ trước và cao hơn bình quân chung cả nước; quy mô nền kinh tế gấp trên 1,4 lần so năm 2015. Năm 2020, GRDP bình quân đầu người đạt hơn 55 triệu đồng gấp 1,6 lần so năm 2015. Chỉ tiêu kinh tế khóa mới: Tốc độ tăng trưởng kinh tế bình quân giai đoạn 2020 - 2025 từ 7- 8%; giai đoạn 2025 - 2030 là trên 8%; GRDP bình quân đầu người năm 2025 đạt 80 - 90 triệu đồng, năm 2030 trên 150 triệu đồng. Ông  Lê Quang Tùng, Ủy viên dự khuyết Trung ương Đảng, Bí thư Tỉnh ủy Quảng Trị nhiệm kỳ 2015 - 2020, tiếp tục được bầu giữ chức vụ Bí thư Tỉnh ủy Quảng Trị khóa 17, nhiệm kỳ 2020 - 2025[61].
- Sóc Trăng: 14-15/10 Đại hội đại biểu Đảng bộ tỉnh Sóc Trăng lần thứ 14, nhiệm kỳ 2020-2025, 346 đại biểu chính thức đại diện hơn 45.000 đảng viên trong toàn Đảng bộ tỉnh Sóc Trăng dự. Ông Phạm Minh Chính, Ủy viên Bộ Chính trị, Bí thư T.Ư Đảng, Trưởng Ban Tổ chức T.Ư dự chỉ đạo Đại hội. Báo cáo chính trị Ước tốc độ tăng trưởng kinh tế bình quân giai đoạn 2016 - 2020 là 6,15%/năm. Ước GRDP bình quân đầu người năm 2020 là 2.110 USD/người/năm, tốc độ tăng trưởng GRDP bình quân đầu người là 9,38%. Nghị quyết Đại hội Đảng bộ tỉnh, nhiệm kỳ 2020-2025: Tốc độ tăng tổng sản phẩm trên địa bàn (GRDP) bình quân 5 năm tới đạt 8,0%. Thu nhập bình quân đầu người (giá hiện hành) 110 triệu 400 nghìn đồng. Ban Chấp hành Đảng bộ tỉnh khóa XIV nhiệm kỳ 2020-2025 gồm 51 vị. Ông Lâm Văn Mẫn - ủy viên dự khuyết Ban chấp hành Trung ương Đảng, phó bí thư thường trực, chủ tịch HĐND tỉnh - được bầu giữ chức bí thư Tỉnh ủy[62][63].
- Sơn La: 23-24/9/2020 Đại hội Đảng bộ tỉnh Sơn La lần thứ 15, 348 đại biểu chính thức, đại diện cho hơn 86 nghìn đảng viên toàn Đảng bộ tỉnh Sơn La dự. Ông Phan Đình Trạc, Bí thư T.Ư Đảng, Trưởng Ban Nội chính T.Ư, thay mặt Bộ Chính trị, Ban Bí thư T.Ư Đảng dự.  Báo cáo chính trị  Tốc độ tăng trưởng bình quân hàng năm trong giai đoạn đạt 5,46%; năm 2020 thu nhập bình quân đầu người đạt 44,1 triệu đồng/ người/ năm; tỷ lệ hộ nghèo đa chiều giảm chỉ còn 18,62%; toàn tỉnh có 49 xã đạt chuẩn nông thôn mới bằng 209% kế hoạch đề ra. Khóa mới, Đảng bộ tỉnh đã đề ra 35 giải pháp cụ thể trong từng lĩnh vực, phấn đấu đưa tốc độ tăng tổng sản phẩm trên địa bàn tỉnh bình quân đạt 7,5%/ năm, đến năm 2025 thu nhập bình quân đầu người đạt 60 triệu đồng/ năm; thu ngân sách đạt 6.250 tỷ đồng. Đại hội đã tiến hành bầu Ban Chấp hành Đảng bộ tỉnh khóa XV, nhiệm kì 2020-2025 gồm 53 vị. Ông Nguyễn Hữu Đông, Uỷ viên dự khuyết Ban Chấp hành Trung ương Đảng, Bí thư tỉnh uỷ khoá XIV tiếp tục được tín nhiệm bầu giữ chức danh Bí thư tỉnh ủy khoá XV[64].
- Tây Ninh: 15-16/10 Đảng bộ tỉnh Tây Ninh Đại hội đại biểu Đảng bộ tỉnh lần thứ 11, nhiệm kỳ 2020 - 2025, 350 đại biểu đại diện gần 37.000 đảng viên trong toàn Đảng bộ dự. Ông Trần Thanh Mẫn, Bí thư T.Ư Đảng, Chủ tịch Ủy ban Trung ương MTTQ Việt Nam dự và chỉ đạo Đại hội. Báo cáo: Tăng trưởng GRDP bình quân giai đoạn 2016-2020 đạt 7,2%, cao hơn mức bình quân của cả nước. GRDP bình quân đầu người năm 2020 đạt 3.135 USD, cao gấp 1,51 lần so năm 2015. Công nghiệp tăng trưởng khá, tỉnh nằm trong nhóm các địa phương dẫn đầu cả nước về điện mặt trời. Bí thư Tỉnh ủy đương nhiệm Nguyễn Thành Tâm đã tái đắc cử. Ban Chấp hành khoá mới gồm 47 người; Ban Thường vụ Tỉnh uỷ gồm 15 người. Phấn đấu đến năm 2025, tốc độ tăng trưởng kinh tế và GRDP bình quân đầu người của tỉnh cao hơn mức bình quân chung của cả nước. Trong 5 năm tới, tổng sản phẩm trên địa bàn (GRDP) tăng bình quân từ 7,5% trở lên. Đến năm 2025, GRDP bình quân đầu người đạt từ 4.500 USD trở lên[65].
- Thái Bình: 14-15/10/2020 Đại hội đại biểu Đảng bộ tỉnh Thái Bình lần thứ XX, 350 đại biểu đại diện hơn 108 nghìn đảng viên toàn Đảng bộ dự. Bà Tòng Thị Phóng, Ủy viên Bộ Chính trị, Phó Chủ tịch Thường trực Quốc hội dự. Báo cáo cho hay tổng sản phẩm GRDP bình quân 5 năm qua ước tăng 9%/năm, vượt mục tiêu Đại hội 19 đề ra (8,6%/năm), cao hơn mức trung bình cả nước và gấp 1,3 lần mức tăng trưởng của 5 năm trước (6,7%/năm). Quy mô nền kinh tế và GRDP bình quân đầu người tăng mạnh, năm 2020 ước cao gấp 1,8 lần năm cuối nhiệm kỳ trước. Ông Ngô Đông Hải Ủy viên dự khuyết T.Ư Đảng, được tái bầu làm Bí thư Tỉnh ủy. Đại hội đã tiến hành bầu Đoàn đại biểu dự Đại hội đại biểu toàn quốc lần thứ XIII của Đảng gồm 22 đại biểu chính thức và 2 đại biểu dự khuyết. Mục tiêu nhiệm kỳ tới: phấn đấu tốc độ tăng tổng sản phẩm GRDP trên địa bàn đạt từ 10%/năm trở lên; Tốc độ tăng thu ngân sách nội địa đạt 12%/năm trở lên. Đến năm 2025, tỷ trọng công nghiệp, xây dựng và thương mại dịch vụ trong GRDP đạt 80% trở lên, GRDP bình quân đầu người đạt 90 triệu đồng (3.500 USD) trở lên, thu nhập bình quân đầu người đạt 78 triệu đồng/năm trở lên, giảm 1/3 số hộ nghèo so với năm 2020,…[66]
- Thái Nguyên: 12-13/10/2020 Đại hội đại biểu Đảng bộ tỉnh lần thứ XX, nhiệm kỳ 2020-2025.Đại hội triệu tập 350 đại biểu chính thức (trong đó có 46 đại biểu đương nhiên và 304 đại biểu được bầu từ đại hội các đảng bộ trực thuộc Tỉnh ủy) đại diện cho hơn 93 nghìn đảng viên trong toàn Đảng bộ tỉnh. Ông Phạm Bình Minh, Ủy viên Bộ Chính trị, Phó Thủ tướng Chính phủ, Bộ trưởng Bộ Ngoại giao dự và chỉ đạo. Báo cáo chính trị thu ngân sách Nhà nước năm 2020 đạt gần 16 nghìn tỷ đồng, tăng gấp 2,1 lần so với đầu nhiệm kỳ; GRDP bình quân đầu người đạt 90 triệu đồng, tăng 1,76 lần so với đầu nhiệm kỳ. Kinh tế đạt tốc độ tăng trưởng cao, đạt 11,1%/năm. Quy mô và năng lực sản xuất các ngành kinh tế đều tăng cao. Đến năm 2020, quy mô tổng sản phẩm trong tỉnh (tính theo giá hiện hành) đạt 120.830 tỷ đồng (tương đương 5,1 tỷ USD), gấp 1,9 lần so với năm 2015. Chỉ tiêu chủ yếu đến năm 2025, gồm tốc độ tăng trưởng kinh tế (GRDP) từ 8% trở lên, GRDP bình quân đầu người đạt 150 triệu đồng trở lên. Bà Nguyễn Thanh Hải, Ủy viên T.Ư Đảng, Bí thư Tỉnh ủy Thái Nguyên tái đắc cử chức danh Bí thư Tỉnh ủy Thái Nguyên khóa 20, nhiệm kỳ 2020 - 2025[67].
- Thanh Hóa: 27-28/10/2020: 448 đại biểu chính thức đại diện cho gần 230 nghìn đảng viên trong toàn đảng bộ tham dự đại hội. Bà Nguyễn Thị Kim Ngân, Ủy viên Bộ Chính trị, Chủ tịch Quốc hội dự, chỉ đạo. Báo cáo tốc độ tăng trưởng tổng sản phẩm bình quân dự kiến đạt 12,1%, trong nhóm các tỉnh, thành phố có tốc độ tăng trưởng cao nhất cả nước (dự thảo trước đạt 12,5%/năm) vượt mục tiêu Đại hội, gấp 1,5 lần giai đoạn 2011 - 2015. Đến nay, quy mô kinh tế của tỉnh đã đứng thứ 8 cả nước và cao nhất trong các tỉnh Trung bộ, năm 2020 dự kiến đạt 133.816 tỷ đồng. GRDP bình quân đầu người dự kiến đạt 2.670 USD, gấp 1,9 lần năm 2015. Thu ngân sách nhà nước luôn vượt dự toán và tăng cao so với đầu nhiệm kỳ; tốc độ tăng thu bình quân hằng năm đạt 18,1%, trong nhóm các tỉnh có tốc độ tăng thu ngân sách cao nhất cả nước. Chỉ tiêu chủ yếu đại hội quyết nghị: Tốc độ tăng trưởng tổng sản phẩm trên địa bàn (GRDP) bình quân đạt 11% trở lên; GRDP bình quân đầu người năm 2025 đạt 5.200 USD trở lên; Tổng huy động vốn đầu tư toàn xã hội giai đoạn 2021-2025 đạt hơn 750 nghìn tỷ đồng;...Ông Đỗ Trọng Hưng, Phó bí thư thường trực Tỉnh ủy Thanh Hóa nhiệm kỳ 2015 - 2020, được bầu làm Bí thư Tỉnh ủy Thanh Hóa nhiệm kỳ 2020 - 2025[68].
- Thừa Thiên Huế: Sau một thời gian tạm hoãn, Đại hội đại biểu Đảng bộ tỉnh Thừa Thiên Huế lần thứ 16 diễn ra 22-23/10, 350 đại biểu chính thức đại diện cho gần 54 nghìn đảng viên trong toàn Đảng bộ. Bà Tòng Thị Phóng, Ủy viên Bộ Chính trị, Phó Chủ tịch Thường trực Quốc hội đến dự. Báo cáo chính trị kinh tế có mức tăng trưởng khá, bình quân đạt 6,3-6,5%/năm, cao hơn bình quân chung cả nước và một số tỉnh miền Trung (dự thảo trước đó ước đạt 6,3 - 6,5%/năm, riêng 2020 biến động mạnh, ước đạt từ 2,87 - 3,77%). So với năm 2015, quy mô nền kinh tế của tình tăng gấp 1,6 lần. Thu nhập bình quân đầu người đến năm 2020 đạt 2.169 USD Mỹ, đứng thứ 3 ở vùng duyên hải miền Trung. Ông Lê Trường Lưu tái đắc cử Bí thư Tỉnh ủy Thừa Thiên Huế. Chỉ tiêu chủ yếu trong năm năm 2021-2025, đó là: tốc độ tăng trưởng GRDP bình quân/năm: 7,5 đến 8,5%; GRDP bình quân đầu người đến năm 2025: 3.500 đến 4.000 USD; phát triển Thừa Thiên-Huế đến năm 2025 trở thành thành phố trực thuộc Trung ương[69].
- Tiền Giang: 13-15/10 Đại hội đại biểu Đảng bộ tỉnh Tiền Giang lần thứ XI, nhiệm kỳ 2020-2025, 348 đại biểu đại diện cho hơn 49 nghìn đảng viên toàn Đảng bộ dự. Ông Hoàng Trung Hải, Ủy viên Bộ Chính trị, Phó Trưởng Bộ phận Thường trực chuyên trách thuộc Tiểu ban Văn kiện Đại hội XIII của Đảng, dự Đại hội. Báo cáo: nhiệm kỳ 2016-2020 tốc độ tăng trưởng kinh tế tỉnh Tiền Giang tăng 7,3%, trong đó khu vực 1 tăng 3,7%, khu vực 2 tăng 12,5% và khu vực 3 tăng 7,5%. GRDP bình quân đầu người năm 2020 đạt 58,6 triệu đồng. Chỉ tiêu khóa mới: Tăng trưởng kinh tế bình quân đạt 7,0-7,5%, GRDP bình quân đầu người đến năm 2025 đạt 91,5-93,5 triệu đồng, tỷ lệ hộ nghèo còn dưới 1% vào năm 2025. Đại hội đã bầu BCH Đảng bộ tỉnh nhiệm kỳ 2020 - 2025 gồm 47 vị, bầu đoàn đại biểu Đảng bộ tỉnh Tiền Giang dự Đại hội lần thứ XIII của Đảng gồm 17  người chính thức và hai người dự khuyết; Ông Nguyễn Văn Danh, Ủy viên BCH T.Ư Đảng tái đắc cử chức danh Bí thư Tỉnh ủy Tiền Giang nhiệm kỳ 2020 - 2025[70].
- Trà Vinh: 15-17/10 Đại hội đại biểu Đảng bộ tỉnh lần XI, nhiệm kỳ 2020-2025 với sự tham dự của 345 đại biểu đại diện cho hơn 45.000 đảng viên toàn Đảng bộ tỉnh. Ông Trần Cẩm Tú, Bí thư Trung ương Đảng, Chủ nhiệm Ủy ban Kiểm tra Trung ương dự và chỉ đạo đại hội. 5 năm qua, kinh tế tỉnh Trà Vinh đã có những bước tăng trưởng đáng kể. GRDP bình quân đạt 11,95% (đạt chỉ tiêu Nghị quyết đề ra); quy mô nền kinh tế năm 2020 tăng gấp 1,89 lần so. Đặc biệt GRDP bình quân đầu người ước đạt 65 triệu đồng/người/năm vào cuối năm 2020, tăng gần 2,2 lần và đứng thứ ba trong khu vực ĐBSCL. Ban Chấp hành Đảng bộ tỉnh khóa XI, nhiệm kỳ 2020 - 2025, gồm 49 người đã ra mắt. Ông Ngô Chí Cường đắc cử Bí thư Tỉnh ủy Trà Vinh. Tỉnh Trà Vinh phấn đấu trong 5 năm tới có tốc độ tăng trưởng GRDP bình quân hàng năm đạt từ 10% trở lên. Đến năm 2025, GRDP bình quân đầu người đạt 100 triệu đồng[71].
- Tuyên Quang: 14-15/10, Đảng bộ tỉnh Tuyên Quang Đại hội đại biểu lần thứ 17, nhiệm kỳ 2020 - 2025, 345 đại biểu chính thức, đại diện cho gần 6 vạn đảng viên trong toàn Đảng bộ tỉnh dự. Ông Trần Quốc Vượng, Ủy viên Bộ Chính trị, Thường trực Ban Bí thư dự chỉ đạo đại hội. Báo cáo cho hay kinh tế của tỉnh duy trì tốc độ tăng trưởng khá, bình quân đạt 6,45%/năm.  Dự kiến năm 2020, tổng sản phẩm GRDP đạt 34.624 tỷ đồng, GRDP bình quân đầu người đạt 44,57 triệu đồng. Chỉ tiêu nhiệm kỳ tới tốc độ tăng trưởng GRDP bình quân đạt hơn 8%; tổng sản phẩm (GRDP) bình quân đầu người đạt 63 triệu đồng;... Đại hội đã bầu Ban Chấp hành (BCH) Đảng bộ tỉnh Tuyên Quang khóa 17, nhiệm kỳ 2020-2025, gồm 48 vị. Ông Chẩu Văn Lâm, Ủy viên T.Ư Đảng, Bí thư Tỉnh ủy khóa 16 tái đắc cử Bí thư Tỉnh ủy khóa 17[72].
- Vĩnh Long: 24/9/2020 Đại hội đại biểu Đảng bộ tỉnh Vĩnh Long lần thứ XI, nhiệm kỳ 2020-2025 với 348 đại biểu chính thức là đại diện 42.500 đảng viên trong toàn đảng bộ. Đại tướng Ngô Xuân Lịch, Ủy viên Bộ Chính trị, Phó Bí thư Quân ủy Trung ương, Bộ trưởng Bộ Quốc phòng dự và chỉ đạo Đại hội. Báo cáo  tốc độ tăng trưởng kinh tế (GRDP) bình quân 5 năm ước đạt 4,9%; GRDP bình quân đầu người đến năm 2020 ước đạt 55,5 triệu đồng, tăng 18 triệu đồng so với năm 2015. Ông Trần Văn Rón tái đắc cử Bí thư Tỉnh ủy Vĩnh Long. Đại hội cũng biểu quyết thông qua 24 chỉ tiêu. Trong đó, tổng sản phẩm trên địa bàn tỉnh (GRDP giá so sánh) tăng bình quân hàng năm 6,0%; tỷ trọng khu vực kinh tế phi nông nghiệp tăng bình quân 1,15%/năm; GRDP bình quân đầu người (giá hiện hành) đến năm 2025 đạt 82,6 triệu đồng;...[73]
- Vĩnh Phúc: 14-15/10 Đại hội đại biểu lần thứ 17, nhiệm kỳ 2020 - 2025, 348 đại biểu đại diện gần 70.000 đảng viên trong Đảng bộ tỉnh về dự Đại hội. Ông Vương Đình Huệ, Ủy viên Bộ Chính trị, Bí thư Thành ủy Hà Nội dự và phát biểu chỉ đạo Đại hội. Báo cáo cho hay kinh tế của tỉnh tiếp tục phát triển, tăng cao hơn giai đoạn trước và cao hơn so bình quân chung của cả nước, giai đoạn 2016 - 2020 ước đạt 7,1%/năm; quy mô nền kinh tế năm 2020 ước đạt trên 122,68 nghìn tỷ đồng, gấp 1,56 lần so năm 2015; tổng sản phẩm (GRDP) bình quân đầu người năm 2020 ước đạt 105 triệu đồng/người, năng suất lao động tăng bình quân hơn 8,38%/năm, cao hơn bình quân chung cả nước (5,8%/năm). Chỉ tiêu khóa mới:  Phấn đấu đến năm 2025, Vĩnh Phúc là tỉnh công nghiệp phát triển, một trong những trung tâm công nghiệp, dịch vụ, du lịch của vùng và cả nước; thu nhập thực tế bình quân đầu người cao hơn cả nước, đạt mức 80 đến 85 triệu đồng; kết cấu hạ tầng đô thị Vĩnh Phúc cơ bản đạt tiêu chí đô thị loại I; tốc độ tăng trưởng kinh tế bình quân tăng 8,5 đến 9,0%/năm...Ban Chấp hành Đảng bộ tỉnh khóa 17, gồm 50 vị, Ban Thường vụ Tỉnh ủy gồm 14 vị, Bí thư Tỉnh ủy và hai Phó Bí thư Tỉnh ủy, nhiệm kỳ 2020-2025. Ủy ban Kiểm tra gồm 11 vị. Bà Hoàng Thị Thúy Lan, Bí thư Tỉnh ủy khóa 16 được tín nhiệm tái cử chức vụ Bí thư Tỉnh ủy Vĩnh Phúc khóa 17[74][75].
- Yên Bái: 23-25/9 Đảng bộ tỉnh Yên Bái lần thứ XIX, nhiệm kỳ 2020-2025, có 325 đại biểu chính thức đại diện cho trên 57.600 đảng viên trong toàn Đảng bộ tham dự. Ủy viên Bộ Chính trị, Thường trực Ban Bí thư Trung ương Đảng Trần Quốc Vượng dự và chỉ đạo Đại hội. Báo cáo tốc độ tăng GRDP (theo giá so sánh 2010) bình quân giai đoạn 2016 - 2020 của tỉnh ước đạt 6,64%/năm, cao hơn giai đoạn trước 5,71%/năm. Quy mô kinh tế đến năm 2020 ước đạt trên 33.500 tỉ đồng, gấp 1,6 lần so với năm 2015. GRDP bình quân đầu người đạt 42 triệu đồng, gấp 1,5 lần so với năm 2015. Ông Đỗ Đức Duy, Phó Bí thư Tỉnh ủy, Chủ tịch UBND tỉnh, được bầu giữ chức Bí thư Tỉnh ủy Yên Bái nhiệm kỳ 2020 - 2025. chỉ tiêu khóa mới tốc độ tăng GRDP bình quân giai đoạn 2021-2025 đạt hơn 7,5%; GRDP bình quân đầu người đạt hơn 65 triệu đồng. Thu ngân sách nhà nước trên địa bàn đạt hơn 7.000 tỷ đồng[76].

## Đại hội đại biểu Đảng bộ quân đội, công an, các cơ quan trung ương, doanh nghiệp trung ương
- Đại hội Đảng bộ Quân đội: 28-30/9 Đại hội Đại biểu Đảng bộ Quân đội lần thứ XI, nhiệm kỳ 2020-2025, có 450 đại biểu đại diện cho hơn 26 vạn đảng viên của toàn Đảng bộ Quân đội. Tổng Bí thư, Chủ tịch nước, Bí thư Quân ủy Trung ương Nguyễn Phú Trọng đến dự, phát biểu chỉ đạo Đại hội. Đại hội đã bầu 43 vị cùng với 18 vị đại biểu đương nhiên, thay mặt cho Đảng bộ Quân đội đi dự Đại hội lần thứ XIII của Đảng[77].
- Đại hội Đảng bộ Công an Trung ương:  12-13/10 Đại hội đại biểu Đảng bộ Công an Trung ương lần thứ VII, nhiệm kỳ 2020-2025 có 344 đại biểu đại diện cho hơn 63.000 đảng viên của Đảng bộ Công an Trung ương dự. Ủy viên Bộ Chính trị, Thủ tướng Chính phủ Nguyễn Xuân Phúc dự và phát biểu chỉ đạo Đại hội. Đại hội đã bầu Đoàn đại biểu (27 đại biểu chính thức và 2 đại biểu dự khuyết cùng 5 đại biểu đương nhiên) dự Đại hội đại biểu toàn quốc lần thứ XIII của Đảng[78].
- Đại hội Đảng bộ Khối các cơ quan Trung ương: 28-29/10 Đại hội đại biểu Đảng bộ Khối các cơ quan Trung ương lần thứ XIII, nhiệm kỳ 2020 – 2025. Dự Đại hội có 300 đại biểu chính thức, đại diện cho hơn 82.000 đảng viên ở gần 6.000 chi bộ của 61 đảng bộ trực thuộc. Ủy viên Bộ Chính trị, Trưởng Ban Kinh tế Trung ương Nguyễn Văn Bình phát biểu tại Đại hội. Ông Huỳnh Tấn Việt, Ủy viên Trung ương Đảng, Phó Bí thư Đảng ủy Khối nhiệm kỳ 2015-2020, được bầu giữ chức Bí thư Đảng ủy Khối nhiệm kỳ 2020-2025. Đại hội cũng đã bầu 59 đại biểu chính thức và 4 đại biểu dự khuyết tham dự Đại hội Đại biểu toàn quốc lần thứ XIII của Đảng[79][80].
- Đại hội Đảng bộ Khối các doanh nghiệp Trung ương: 20-21/10: Đại hội đại biểu lần thứ III, nhiệm kỳ 2020 – 2025, với sự tham gia của 293 đại biểu đại diện cho gần 82 nghìn cán bộ, đảng viên trong toàn Đảng bộ Khối. Ông Nguyễn Xuân Thắng, Bí thư Trung ương Đảng, Chủ tịch Hội đồng Lý luận Trung ương, Giám đốc Học viện Chính trị Quốc gia Hồ Chí Minh dự và chỉ đạo Đại hội. Ông Y Thanh Hà Niê Kđăm, Ủy viên dự khuyết Trung ương Đảng, Bí thư Đảng ủy Khối Doanh nghiệp Trung ương nhiệm kỳ 2015-2020 được tín nhiệm bầu giữ chức Bí thư Đảng ủy Khối nhiệm kỳ 2020-2025. Đoàn đại biểu của Đảng bộ Khối đi dự Đại hội đại biểu toàn quốc lần thứ XIII của Đảng gồm 28 đại biểu chính thức và 04 đại biểu dự khuyết[81].

## Đánh giá
Các kỳ Đại hội thường nêu bật ưu điểm, nói nhẹ mặt hạn chế hay chỉ tiêu chưa đạt được. Năm 2020 chưa kết thúc nên báo cáo chính trị nếu tính cả năm 2020 là ước tính. Các tỉnh thành đạt thành tích tăng trưởng cao nhất (2015-2020) dựa theo các báo cáo là: Hải Phòng (14,02%/năm), Bắc Giang (14%/năm), Thanh Hóa (12,1%/năm), Trà Vinh (11,95%), Lai Châu (11,55%/năm), Thái Nguyên (11,1%/năm), Quảng Ninh (10,7%), Ninh Thuận (10,2%/năm), Hà Nam (10,1%/năm)...Tăng trưởng thấp nhất theo báo cáo là Đà Nẵng.
Trong số này có 3 tỉnh thành trong số 10 tỉnh thành đóng góp GRDP lớn nhất: Hải Phòng, Thanh Hóa, Quảng Ninh, và 3 trong số các tỉnh thành có GRDP/người cao nhất: Quảng Ninh, Hải Phòng, Thái Nguyên. Một số tỉnh thành đưa chỉ tiêu tăng trưởng rất cao cho nhiệm kỳ tới như Hải Phòng tối thiểu 14,5%/năm, Bắc Giang 14 - 15% / năm, Thanh Hóa 11%/ năm, Ninh Thuận 10 đến 11%/năm, Kon Tum, Lào Cai, Bạc Liêu, Hà Tĩnh trên 10%/năm, Quảng Ninh, Hà Nam, Thái Bình, Trà Vinh 10%/năm, Nghệ An 9,5 - 10,5%/năm...Bà Rịa- Vũng Tàu còn phụ thuộc vào công nghiệp dầu khí để tính thực GRDP (6 tháng đầu 2020, tổng sản phẩm trên địa bàn tỉnh (GRDP) trừ dầu khí tăng 0,52% so với cùng kỳ năm 2019. Dự báo GRDP trừ dầu khí toàn tỉnh tăng 5,5-5,7% so với cùng kỳ và GRDP cả năm 2020 ước tăng khoảng 3-3,3%, như vậy dầu khí hiện ảnh hưởng tiêu cực đến các chỉ số kinh tế).
Bà Rịa – Vũng Tàu GRDP (trừ dầu khí) bình quân đầu người đạt 6.903 USD cao nhất cả nước, nhưng không có báo cáo tính cả dầu khí, xếp tiếp theo là Quảng Ninh hơn 6.700 USD, Bình Dương 155,7 triệu đồng / người tức khoảng 6.600 USD (?), TP.HCM 6.328 USD/người, Bắc Ninh 5.900 USD, Hải Phòng 5.863 USD, Hà Nội 5.420 USD, Đồng Nai 5.300 USD (năm 2015 xếp đầu theo thứ tự Thành phố Hồ Chí Minh, Bà Rịa – Vũng Tàu (không tính dầu khí), Bắc Ninh, Quảng Ninh....). Thấp nhất là Hà Giang. Chỉ tiêu GRDP / người năm 2025 Hải Phòng là 11.800 USD, Quảng Ninh trên 10.000 USD, trong khi TP.HCM 8.500 USD, Hà Nội 8.300 đến 8.500 USD. (GRDP/ người không đánh giá chuẩn mức sống mà đánh giá đóng góp mỗi người trên địa bàn cho kinh tế cả nước).
Tính cả nhiệm kỳ TP.HCM tăng ước tính 6,41%, đặt chỉ tiêu tăng 8%/năm nhiệm kỳ mới, Hà Nội tăng 7,39%, mục tiêu nhiệm kỳ tới 7,5%-8%. Năm 2020 Hà Nội ít chịu ảnh hưởng tiêu cực của Covid hơn so với TP.HCM, các tỉnh thành như Đà Nẵng, Khánh Hòa, Bà Rịa Vũng Tàu, Quảng Nam, Bắc Ninh...chịu ảnh hưởng nhiều nhất của dịch bệnh. Dự báo 2020 Việt Nam tăng 1,8% (ADB) hay 2,5%-3% (WB). Dự báo giai đoạn 2016-2020 tăng trưởng còn khoảng 5,9%, thấp hơn mục tiêu 6,5-7%, GDP bình quân đầu người năm cuối kỳ là 2.750 USD (không đạt chỉ tiêu 3.200-3.500 USD đề ra tại Đại hội XII). Mới có 16 địa phương tự chủ được “túi tiền” của mình và có điều tiết về trung ương, còn lại 47 địa phương đều phải trông chờ hỗ trợ.